# 2018 год в кино
В данной статье представлены списки топ-10 самых кассовых фильмов года, самих фильмов, вышедших в течение года и наград, полученных фильмами за 2018 год.

## Самые кассовые фильмы
| Место | Название                                          | Дистрибьютор         | Кассовые сборы |
| ----- | ------------------------------------------------- | -------------------- | -------------- |
| 1     | Мстители: Война бесконечности                     | Marvel Studios       | $2 048 359 754 |
| 2     | Чёрная пантера                                    | Marvel Studios       | $1 346 913 161 |
| 3     | Мир юрского периода 2                             | Universal Pictures   | $1 308 467 944 |
| 4     | Суперсемейка 2                                    | Walt Disney Pictures | $1 242 805 539 |
| 5     | Аквамен                                           | Warner Bros.         | $1 148 061 807 |
| 6     | Богемская рапсодия                                | 20th Century Fox     | $903 655 259   |
| 7     | Веном                                             | Columbia Pictures    | $856 085 151   |
| 8     | Миссия невыполнима: Последствия                   | Paramount Pictures   | $791 115 104   |
| 9     | Дэдпул 2                                          | 20th Century Fox     | $785 046 920   |
| 10    | Фантастические твари: Преступления Грин-де-Вальда | Warner Bros.         | $653 755 901   |

### Лидеры проката России
| Место | Название                                          | Дистрибьютор         | Кассовые сборы  |
| ----- | ------------------------------------------------- | -------------------- | --------------- |
| 1     | Веном                                             | WDSSPR               | 1 918 048 093 ₽ |
| 2     | Мстители: Война бесконечности                     | WDSSPR               | 1 876 371 032 ₽ |
| 3     | Полицейский с Рублёвки. Новогодний беспредел      | Каропрокат           | 1 683 664 322 ₽ |
| 4     | Фантастические твари: Преступления Грин-де-Вальда | Каро Премьер         | 1 520 191 131 ₽ |
| 5     | Лёд                                               | WDSSPR               | 1 446 403 357 ₽ |
| 6     | Аквамен                                           | Каро Премьер         | 1 281 287 452 ₽ |
| 7     | Дэдпул 2                                          | 20th Century Fox СНГ | 1 237 998 707 ₽ |
| 8     | Монстры на каникулах 3: Море зовёт                | WDSSPR               | 1 125 734 873 ₽ |
| 9     | Мир юрского периода 2                             | UPI                  | 1 099 779 323 ₽ |
| 10    | Богемская рапсодия                                | WDS, FOX             | 1 022 055 344 ₽ |

## Фильмы, выпущенные в прокат в 2018 году

### Январь — март
| Премьера      | Премьера | Название                                             | Студия-прокатчик | Режиссёр                                       | В ролях | Жанр                                              | Прим. |
| ------------- | -------- | ---------------------------------------------------- | --- | ---------------------------------------------- | --- | ------------------------------------------------- | ----- |
| Я Н В А Р Ь   | 1        | Праздничный переполох                                | Capella Film, Пионер | Оливье Накаш, Эрик Толедано                    | Жан-Пьер Бакри, Жан-Поль Рув, Жиль Леллуш, Венсан Макен | комедия                                           |       |
| Я Н В А Р Ь   | 1        | Чудо-Юдо                                             | Каропрокат | Артём Лукичев                                  | Антон Макарский, Ирина Медведева, Наталия Медведева | мультфильм, фэнтези                               |       |
| Я Н В А Р Ь   | 4        | Величайший шоумен                                    | 20th Century Fox | Майкл Грэйси                                   | Хью Джекман, Зак Эфрон, Мишель Уильямс, Зендея | драма, мюзикл                                     |       |
| Я Н В А Р Ь   | 4        | День мертвецов: Злая кровь                           | Каскад | Гектор Эрнандес                                | Софи Скелтон, Джонатон Шек | ужасы                                             |       |
| Я Н В А Р Ь   | 4        | Добро пожаловать на Юг 2, или соседям вход воспрещён | ПилотКино | Лука Миньеро                                   | Клаудио Бизио, Алессандро Гассман, Анджела Финоккьяро | Комедия                                           |       |
| Я Н В А Р Ь   | 7        | Тайная жизнь насекомых                               | MEGOGO Distribution | Арно Бурон, Антун Крингс                       | Райан Николлс | мультфильм                                        |       |
| Я Н В А Р Ь   | 11       | Кто наш папа, чувак?                                 | Каро-Премьер | Лоуренс Шер                                    | Оуэн Уилсон, Кристофер Уокен, Дж. К. Симмонс, Эд Хелмс, Гленн Клоуз | комедия                                           |       |
| Я Н В А Р Ь   | 11       | Бахубали: Рождение легенды                           | МВК | С. С. Раджамули                                | Прабхас, Рана Даггубати | фэнтези, боевик                                   |       |
| Я Н В А Р Ь   | 11       | Бойся своих желаний                                  | Экспонента | Джон Р. Леонетти                               | Джои Кинг, Райан Филипп | ужасы, фэнтези                                    |       |
| Я Н В А Р Ь   | 11       | Большая игра                                         | Capella Film | Аарон Соркин                                   | Джессика Честейн, Идрис Эльзасе, Кевин Костнер | драма                                             |       |
| Я Н В А Р Ь   | 11       | Последний портрет                                    | Capella Film | Стэнли Туччи                                   | Арми Хаммер, Джеффри Раш | драма                                             |       |
| Я Н В А Р Ь   | 11       | Всё только начинается                                | Парадиз | Рон Шелтон                                     | Морган Фриман, Томми Ли Джонс, Рене Руссо | боевик, комедия                                   |       |
| Я Н В А Р Ь   | 11       | Сламбер: Лабиринты сна                               | Goldcrest Films, Hotwells Productions, Tea Shop & Film Company, Vertical Entertainment                                                                          | Джонатан Хопкинс                               | Мэгги Кью, Хонор Книфси | хоррор                                            |       |
| Я Н В А Р Ь   | 18       | Приключения Паддингтона 2                            | Warner Bros. | Пол Кинг                                       | Бен Уишоу, Хью Грант, Брендан Глисон, Хью Бонневилль, Салли Хокинс, Уолтерс Джули, Джим Бродбент, Питер Капальди, Мадлен Харрис, Сэмюэл Джослин, Имельда Стонтон                        | Семейный фильм, Комедия                           |       |
| Я Н В А Р Ь   | 18       | Астрал 4: Последний ключ                             | Blumhouse Productions, Stage 6 Films, Universal Pictures, Sony Pictures Releasing                                                                               | Адам Робител                                   | Лин Шэй, Энгус Сэмпсон, Ли Уоннелл, Спенсер Лок, Керк Асеведо, Брюс Дэвисон | Ужасы, Триллер, Детектив                          |       |
| Я Н В А Р Ь   | 18       | Форма воды                                           | Fox Searchlight Pictures | Гильермо дель Торо                             | Салли Хокинс, Майкл Шеннон, Октавия Спенсер, Даг Джонс, Ричард Дженкинс | мелодрама, драма, триллер, фэнтези                |       |
| Я Н В А Р Ь   | 18       | Тёмные времена                                       | Helicopter Film Services, Working Title Films | Джо Райт                                       | Гэри Олдмен, Бен Мендельсон, Кристин Скотт Томас, Лили Джеймс, Стивен Диллэйн, Рональд Пикап                                                                                            | драма, военный, биография                         |       |
| Я Н В А Р Ь   | 18       | Карп отмороженный                                    | Централ Партнершип | Владимир Котт                                  | Марина Неёлова, Алиса Фрейндлих, Евгений Миронов | драма, трагикомедия                               |       |
| Я Н В А Р Ь   | 18       | Скиф                                                 | кинокомпания СТВ | Рустам Мосафир                                 | Алексей Фаддеев, Виталий Кравченко, Александр Кузнецов, Александр Пацевич, Юрий Царило                                                                                                  | драма, история, фэнтези, боевик, приключенческий  |       |
| Я Н В А Р Ь   | 18       | Мешок без дна                                        | «Студия Рустама Хамдамова», Кинокомпания Андрея Кончаловского, Компания «Кристэль», Космофильм                                                                  | Рустам Хамдамов                                | Светлана Немоляева, Алла Демидова, Сергей Колтаков, Елена Морозова | драма                                             |       |
| Я Н В А Р Ь   | 18       | Пианистка                                            | МК2 | Михаэль Ханеке                                 | Изабель Юппер, Бенуа Мажимель, Анни Жирардо | драма                                             |       |
| Я Н В А Р Ь   | 25       | Бегущий в лабиринте: Лекарство от смерти             | 20th Century Fox | Уэс Болл                                       | Дилан О’Брайен, Кая Скоделарио, Томас Броди-Сангстер, Ли Ки Хон, Джанкарло Эспозито, Эйдан Гиллен, Барри Пеппер, Уилл Поултер,Патриша Кларксон                                          | фантастика, боевик, триллер, антиутопия           |       |
| Я Н В А Р Ь   | 25       | Зомбоящик                                            | Comedy Club Production | Константин Смирнов                             | Гарик Харламов, Тимур Батрутдинов, Гарик Мартиросян, Павел Воля | комедия                                           |       |
| Я Н В А Р Ь   | 25       | Побег из Рио                                         | Fidelite | Патрик Милле                                   | Ванесса Гуид, Элисон Вилер, Марго Бансийон, Филиппина Стиндель | Комедия, Приключения                              |       |
| Я Н В А Р Ь   | 25       | Смерть Сталина                                       | «Gaumont» | Армандо Ианнуччи                               | Стив Бушеми, Джеффри Тэмбор, Джейсон Айзекс, Руперт Френд, Ольга Куриленко, Андреа Райсборо, Майкл Пэйлин, Пэдди Консидайн, Саймон Расселл Бил                                          | политико-сатирическая, комедия, драма             |       |
| Я Н В А Р Ь   | 25       | Хэппи-энд                                            | Централ Партнершип | Михаэль Ханеке                                 | Изабель Юппер, Тоби Джонс, Матьё Кассовиц, Жан-Луи Трентиньян, Фантина Ардуин, Лубна Абидар, Набиха Аккара, Доминик Беснар, Хассам Ганси                                                | драма                                             |       |
| Я Н В А Р Ь   | 25       | Девушка в тумане                                     | Colorado Film Production, Alto Adige Film Fund, Medusa Film, Raibow S.r.l., Gavila                                                                              | Донато Карризи                                 | Тони Сервилло, Жан Рено, Алессио Бони, Лоренцо Рикельми, Галатеа Ранци, Антонио Джерарди, Микела Ческон, Грета Скакки, Якопо Ольмо Антинори, Лукреция Гидоне                            | триллер                                           |       |
| Я Н В А Р Ь   | 25       | Выставка Hokusai британского музея                   | Emotion | Патрисия Уитли                                 | | документальный, биография                         |       |
| Ф Е В Р А Р Ь | 1        | Короче                                               | Ad Hominem Enterprises, Annapurna Pictures, Paramount Pictures                                                                                                  | Александр Пэйн                                 | Мэтт Деймон, Кристоф Вальц, Хонг Чау, Кристен Уиг, Рольф Лассгорд, Ингьерд Эгеберг, Удо Кир, Джейсон Судейкис                                                                           | Фантастика, Комедия, Драма                        |       |
| Ф Е В Р А Р Ь | 1        | Плюшевый монстр                                      | Capella Film | Рафаэль Рибас                                  | Сентон Мелу, Дира Паис, Паола Оливейра | Мультфильм, Семейный фильм                        |       |
| Ф Е В Р А Р Ь | 1        | Три билборда на границе Эббинга, Миссури             | Fox Searchlight Pictures, Film4 Production, Blueprint Pictures, Cutting Edge Group                                                                              | Мартин Макдонах                                | Фрэнсис Макдорманд, Вуди Харрельсон, Сэм Рокуэлл, Джон Хоукс, Питер Динклэйдж | Драма, Комедия, Криминал                          |       |
| Ф Е В Р А Р Ь | 1        | Тоня против всех                                     | LuckyChap Entertainment, Clubhouse Pictures, Al Film Neon | Крейг Гиллеспи                                 | Марго Робби, Себастиан Стэн, Джулианна Николсон, Бобби Каннавале, Эллисон Дженни | чёрная комедия, спортивный фильм                  |       |
| Ф Е В Р А Р Ь | 1        | Эйфория                                              | B-Reel, Vikarious Productions ltd, Dancing Camel Films | Лиза Лангсет                                   | Ева Грин, Алисия Викандер, Шарлотта Рэмплинг | драма                                             |       |
| Ф Е В Р А Р Ь | 8        | Пятьдесят оттенков свободы                           | Universal Pictures, Michael De Luca Production | Джеймс Фоули                                   | Дакота Джонсон, Джейми Дорнан, Ким Бейсингер, Ариэль Кеббел, Брэнт Догерти, Люк Граймс                                                                                                  | Романтическая драма                               |       |
| Ф Е В Р А Р Ь | 8        | Женщины против мужчин: Крымские каникулы             | Fresh Film, Большое кино | Леонид Марголин                                | Настасья Самбурская, Наталья Рудова, Мария Кравченко, Александр Головин, Денис Косяков, Роман Юнусов, Мария Горбань, Вадим Галыгин                                                      | Комедия мелодрама                                 |       |
| Ф Е В Р А Р Ь | 8        | Охота на воров                                       | Diamond Film Productions, Tooley Productions, G-BASE, STXfilms                                                                                                  | Кристиан Гьюдгэст                              | Джерард Батлер, Кёртис Джексон, Пабло Шрайбер, О’Ши Джексон мл., Джордан Бриджес, Ивен Джонс, Дон Оливьери, Мо Макрей, Макс Холлоуэй                                                    | боевик                                            |       |
| Ф Е В Р А Р Ь | 8        | Проклятие Хопвелл                                    | MEGOGO Distribution | Дэннис Барток                                  | Шона МакДональд, Росс Ноубл, Леа Макнамара, Стив Уолл, Дэннис Барток, Шарлотта Брэдли, Ричард Фостер-Кинг, Роберт О’Мэхони, Мюирэнн Д’АРСИ, Крита Тапонен                               | ужасы                                             |       |
| Ф Е В Р А Р Ь | 8        | Место встречи                                        | A-One Films | Паоло Дженовезе                                | Валерио Мастандреа, Марко Джаллини, Альба Рорвахер, Сабрина Ферилли | драма                                             |       |
| Ф Е В Р А Р Ь | 8        | Колесо чудес                                         | Amazon Studios, Gravier Productions | Вуди Аллен                                     | Кейт Уинслет, Джастин Тимберлейк, Джуно Темпл, Джеймс Белуши, Тони Сирико, Стив Ширрипа, Макс Казелла                                                                                   | драма                                             |       |
| Ф Е В Р А Р Ь | 8        | Уиджи: Проклятие Вероники                            | Cinema Prestige | Пако Пласа                                     | Сандра Эскасена, Бруна Гонсалес, Клаудия Плейсер, Иван Чаверо, Ана Торрент, Консуэло Трухильо, Анхела Фабиан, Карла Кампра, Чема Адева, Миранда Гас                                     | ужасы, драма                                      |       |
| Ф Е В Р А Р Ь | 8        | Тайная суперзвезда                                   | A-One Film | Адвит Чандан                                   | Заира Васим, Вайшали Сехда, Радж Арджух, Тиртх Шарма, Саджид Кабир, Фаррух Джафар, Аамир Кхан, Манудж Шарма, Никита Ананд, Шаан                                                         | драма, семейный, музыка                           |       |
| Ф Е В Р А Р Ь | 14       | Лёд                                                  | Кинокомпания «Водород», Art Pictures Studio | Олег Трофим                                    | Аглая Тарасова, Александр Петров, Милош Бикович, Мария Аронова, Ксения Раппопорт, Ян Цапник, Ксения Лаврова-Глинка, Павел Майков, Диана Енакаева, Максим Белобородов                    | Музыкальный фильм, Мелодрама, Кинокомедия, Мюзикл |       |
| Ф Е В Р А Р Ь | 14       | Эй, Арнольд! Кино из джунглей                        | Nickelodeon Animation Studio, Nickelodeon Movies | Рейми Музкиз, Стюарт Ливингстон                | Мэйсон Коттон, Бенджамин Флорес мл., Франческа Мэри Смит, Дэн Кастелланета, Тресс Макнилл, Крейг Бартлетт, Антуанетта Стелла, Джастин Шенкароу, Оливия Хэк, Энди Макэфи                 | мультфильм, комедия, приключения, семейный        |       |
| Ф Е В Р А Р Ь | 15       | Убийство священного оленя                            | Film4, New Sparta Films, HanWay Films, Irish Film Board | Йоргос Лантимос                                | Колин Фаррел, Николь Кидман, Барри Кеоган | драма, триллер, ужасы                             |       |
| Ф Е В Р А Р Ь | 15       | Призрачная нить                                      | Annapurna Pictures, Ghoulardi Film Company, Focus Features | Пол Томас Андерсон                             | Дэниел Дэй-Льюис, Лесли Мэнвилл, Вики Крипс | драма                                             |       |
| Ф Е В Р А Р Ь | 15       | Недруги                                              | Grisbi Productions Le, Waypoint Entertainment | Скотт Купер                                    | Кристиан Бэйл, Розамунд Пайк, Уэс Стьюди, Бен Фостер, Стивен Лэнг, Рори Кокрейн, Джесси Племонс, Тимоти Шаламе                                                                          | драма, приключения, вестерн                       |       |
| Ф Е В Р А Р Ь | 15       | Идеальные                                            | Марс Медиа Энтертейнмент, Синетрейн | Кирилл Плетнёв                                 | Полина Максимова, Любовь Аксёнова, Риналь Мухаметов, Кирилл Плетнёв, Анна Каменкова | драма, триллер                                    |       |
| Ф Е В Р А Р Ь | 15       | Язычники                                             | Синема Фрог | Валерия Суркова                                | Елена Нестерова, Валентин Самохин, Виталия Еньшина, Татьяна Владимирова, Дмитрий Уросов                                                                                                 | комедия                                           |       |
| Ф Е В Р А Р Ь | 15       | Муми-тролли и зимняя сказка                          | Люксор | Ира Карпелан, Якуб Вронски                     | Акира Такаки, Никлас Акерфельт, Веса Вьерикко, Ойва Лохтандер, Мария Сид, Диандра Флоренс, Саара Лехтонен, Нина Хуккинен, Лин Готони, Билл Скарсгард                                    | мультфильм, фэнтези, комедия                      |       |
| Ф Е В Р А Р Ь | 15       | Махнём на Луну!                                      | Ракета Релизинг | Алекс Оррелле, Эдуардо Шульдт                  | Омар Чапарро, Джессика Седиел, Кристиан де ла Фуэнте, Джей Маммон, Коко Легран, Матиас Бривио, Франсиско Кольменеро, Игнасио Очоа, Том Чарльз                                           | мультфильм, фантастика, комедия                   |       |
| Ф Е В Р А Р Ь | 15       | Тигр жив                                             | MEGOGO Distribution | Али Аббас Зафар                                | Салман Хан, Катрина Каиф | боевик, триллер                                   |       |
| Ф Е В Р А Р Ь | 22       | О чём говорят мужчины. Продолжение                   | Кинокомпания «Кедр Про», Кинокомпания «СТВ», Киностудия «Стрела»                                                                                                | Флюза Фархшатова                               | Леонид Барац, Ростислав Хаит, Камиль Ларин, Александр Демидов, Алексей Барабаш, Елена Подкаминская, Татьяна Догилева, Леонид Каневский, Кристина Бабушкина, Михаил Прохоров             | Комедия                                           |       |
| Ф Е В Р А Р Ь | 22       | Рубеж                                                | Централ партнершип, НТВ, КИТ | Дмитрий Тюрин                                  | Павел Прилучный, Игорь Скляр, Семён Трескунов, Виктор Добронравов | фантастика приключенческий военный                |       |
| Ф Е В Р А Р Ь | 22       | Гномы в доме                                         | Vanguard Animation, 3QU Media, Cinesite | Питер Лепантотис                               | Бекки Джи, Тара Стронг, Джош Пек, Дэвид Кокнер, Джим Каммингс, Оливия Холт, Мэдисон Де Ла Гарза, Ди Брэдли Бэйкер, Карлос Алазраки, Джордж Лопес                                        | комедия                                           |       |
| Ф Е В Р А Р Ь | 22       | Дикий                                                | Braven NL, Pride of Gypsies | Лин Одинг                                      | Джейсон Момоа, Зан Маккларнон, Гаррет Диллахант, Джилл Вагнер | боевик                                            |       |
| Ф Е В Р А Р Ь | 22       | Кикбоксер возвращается                               | Our House Films, Acme Rocket Fuel | Димитри Логофетис                              | Ален Мусси, Жан-Клод Ван Дамм, Хафтор Бьёрнссон, Майк Тайсон, Кристофер Ламберт, Роналдиньо, Рико Верхувен, Вандерлей Силва                                                             | боевик                                            |       |
| Ф Е В Р А Р Ь | 22       | Ночные игры                                          | Aggregate Films, Davis Entertainment, New Line Cinema, Warner Bros.                                                                                             | Джон Фрэнсис Дейли, Джонатан М. Гольдштейн     | Рэйчел Макадамс, Джейсон Бейтман | комедия, детектив                                 |       |
| Ф Е В Р А Р Ь | 22       | Секретное досье                                      | 20th Century Fox, Universal Studios, DreamWorks Pictures, Amblin Entertainment, Amblin Partners, Participant Media, Pascal Pictures, Star Thrower Entertainment | Стивен Спилберг                                | Мерил Стрип, Том Хэнкс | триллер, драма, биография, история                |       |
| Ф Е В Р А Р Ь | 22       | Все деньги мира                                      | TriStar Pictures, Scott Free Productions, Imperative Entertainment                                                                                              | Ридли Скотт                                    | Мишель Уильямс, Кристофер Пламмер, Марк Уолберг | триллер, криминал                                 |       |
| Ф Е В Р А Р Ь | 22       | На пределе                                           | Bombero International, Macassar Production | Фатих Акин                                     | Диана Крюгер | драма                                             |       |
| Ф Е В Р А Р Ь | 26       | Чёрная пантера                                       | Marvel Studios | Райан Куглер                                   | Чедвик Боузман, Майкл Б. Джордан, Лупита Нионго, Данай Гурира, Мартин Фримен, Летиша Райт, Дэниел Калуя, Анджела Бассетт, Форест Уитакер, Энди Серкис                                   | фантастика, боевик                                |       |
| М А Р Т       | 1        | Мэри и ведьмин цветок                                | Studio Ponoc | Хиромаса Ёнэбаяси                              | Сугисаки Хана, Камики Рюносукэ, Амами Юки, Кохината Фумиё, Хикари Мицусима, Сато Дзиро, Эндо Кэнъити, Ватанабэ Эри, Отакэ Синобу                                                        | Фэнтези                                           |       |
| М А Р Т       | 1        | За гранью реальности                                 | KINODANZ | Александр Богуславский                         | Милош Бикович, Любовь Аксёнова, Антонио Бандерас, Юрий Чурсин, Евгений Стычкин, Аристарх Венес, Петар Зекавица, Никита Дювбанов, Сергей Астахов, Михаил Михеев                          | Приключения, фэнтези                              |       |
| М А Р Т       | 1        | Довлатов                                             | Фонд кино | Алексей Герман-младший                         | Милан Марич, Светлана Ходченкова, Елена Лядова, Данила Козловский, Антон Шагин | Драма                                             |       |
| М А Р Т       | 1        | Дрис ван Нотен                                       | |                                                | Дрис ван Нотен, Айрис Апфель, Памела Гольбен | Документалистика                                  |       |
| М А Р Т       | 1        | Погружение                                           | Backup Films, Lila 9th Production, Morena Films, Waterstone Entertaiment, Mars Distribution, Atresmedia, Samuel Goldwyn Films                                   | Вим Вендерс                                    | Джеймс Макэвой, Алисия Викандер, Алекс Хафнер, Селин Джонс, Дэриан Мартин, Шарлотта Рэмплинг                                                                                            | Триллер, драма, мелодрама                         |       |
| М А Р Т       | 1        | Со дна вершины                                       | Продюсерский центр «Альтаир-Ц» | Яна Поляруш, Тамара Цоцория, Константин Кутуев | Павел Шевандо, Владимир Вдовинченков, Ксения Кузнецова, Сергей Никоненко, Константин Белошапка                                                                                          | Спортивная драма                                  |       |
| М А Р Т       | 1        | Купи меня                                            | «КиноТрест», «Art Pictures Studio», «Look Film», «Mem Cinema production», «R-media»                                                                             | Вадим Перельман                                | Анна Адамович, Юлия Хлынина, Светлана Устинова, Александр Цёма, Евгения Крюкова, Иван Добронравов, Анатолий Кот, Микаэль Джанибекян, Сабрина Ахмедова, Александр Обласов                | мелодрама                                         |       |
| М А Р Т       | 1        | Поднять якоря                                        | Ракета Релизинг | Симен Альсвик, Вилл Ашурст                     | Мари Блокхус, Андерз Эйде, Маркус Гуннарсен, Мартинус Гуннарсен, Андреа Брэйн Ховиг, Свейн Роджер Карлсен, Магнус Креппер, Йонгви Маркуссен, Рави                                       | мультфильм, комедия, приключения, семейный        |       |
| М А Р Т       | 8        | Излом времени                                        | Walt Disney Pictures/ Whitaker Entertaiment | Ава Дюверней                                   | Опра Уинфри, Риз Уизерспун, Минди Калинг, Гугу Мбата-Роу, Майкл Пенья, Сторм Рид, Зак Галифианакис, Крис Пайн,                                                                          | Научная фантастика, Приключения, Семейный         |       |
| М А Р Т       | 8        | Кавалерия                                            | Warner Bros. | Николай Фьюлси                                 | Крис Хемсворт, Майкл Шеннон, Майкл Пенья, Навид Негабан, Треванте Роудс, Эльса Патаки, Уильям Фихтнер, Роб Риггл                                                                        | Драма, военный                                    |       |
| М А Р Т       | 8        | Я худею                                              | Киностудия «Друг друга» | Алексей Нужный                                 | Александра Бортич, Роман Курцын, Ирина Горбачёва, Евгений Кулик, Сергей Шнуров | Комедия                                           |       |
| М А Р Т       | 8        | Ну, здравствуй, Оксана Соколова!                     | Наше кино | Кирилл Васильев                                | Виктор Добронравов, Валентина Мазунина, Сергей Бурунов, Борис Дергачёв, Алексей Базанов, Александр Стефанцов, Микола Шрайбер, Алексей Медведев                                          | Комедия                                           |       |
| М А Р Т       | 8        | Пассажир                                             | Ombra Films, StudioCanal, Picture Company, Lionsgate | Жауме Кольет-Серра                             | Лиам Нисон, Вера Фармига, Сэм Нилл, Элизабет Макговерн, Джонатан Бэнкс, Патрик Уилсон                                                                                                   | Боевик, триллер                                   |       |
| М А Р Т       | 8        | Проект «Флорида»                                     | Cre Film, Freestyle Picture, Company Cinecrach, June Pictures, А24                                                                                              | Шон Бэйкер                                     | Уиллем Дефо, Бруклин Принс, Бриа Винайт, Валерия Котто, Кристофер Ривера, Калеб Лэндри Джонс                                                                                            | драма, комедия                                    |       |
| М А Р Т       | 8        | Ева                                                  | Macassar Productions, EuropaCorp, Art Cinéma France | Бенуа Жако                                     | Изабель Юппер, Гаспар Ульель, Джулия Рой, Ришар Берри, Эллен Мирес | Триллер                                           |       |
| М А Р Т       | 8        | Ограбление в ураган                                  | Entertainment Studios, Motion Pictures, Foresight Unlimited, Parkside Pictures, Windfall Productions, Tadross Media Group                                       | Роб Коэн                                       | Тоби Кеббел, Мэгги Грейс, Райан Квантен, Меллиса Болона, Ральф Айнесон | боевик, триллер                                   |       |
| М А Р Т       | 8        | Пэдмен                                               | Indian Films | Р. Балки                                       | Акшай Кумар, Радхика Апте, Сонам Капур, Саурабх Агарвал, Амитабх Баччан | биография, комедия                                |       |
| М А Р Т       | 8        | Я счастлив                                           | Люксор | Евгений Дакот                                  | Евгений Дакот, Наталья Анисимова, Александра Верхошанская, Владимир Селезнёв | драма                                             |       |
| М А Р Т       | 15       | Шерлок Гномс                                         | Paramount Pictures,Metro-Goldwyn-Mayer, Rocket Pictures, Paramount Animation                                                                                    | Джон Стивенсон                                 | Эмили Блант, Джонни Депп, Джеймс Макэвой | Мультфильм, фэнтези, мелодрама                    |       |
| М А Р Т       | 15       | Tomb Raider: Лара Крофт                              | Eidos Interactive, GK Films, MGM, Warner Bros. | Роар Утхауг                                    | Алисия Викандер, Уолтон Гоггинс, Дэниел Ву, Доминик Уэст | Приключения, боевик                               |       |
| М А Р Т       | 15       | До свидания там, наверху                             | Cinema Prestige | Альберт Дюпонтель                              | Науэль Перес Бискаярт, Альберт Дюпонтель, Лоран Лаффит | Драма                                             |       |
| М А Р Т       | 15       | Между нами девочками                                 | Пилот Кино | Кристина Коменчини                             | Паула Кортеллези, Микаэла Рамаццоти, Эдуардо Вальдарнини | Комедия                                           |       |
| М А Р Т       | 15       | Жили-были                                            | Продюсерский центр Фёдора Добронравова | Эдуард Парри                                   | Фёдор Добронравов, Роман Мадянов, Ирина Розанова | комедия, драма                                    |       |
| М А Р Т       | 15       | Страна призраков                                     | Каскад | Паскаль Ложье                                  | Кристал Рид, Анастасия Филлипс, Эмилия Джонс, Тейлор Хиксон, Милен Фармер | ужасы                                             |       |
| М А Р Т       | 15       | Леди Бёрд                                            | Film 360, IAC Films, Scott Rudin Productions, A24, Universal Studios                                                                                            | Грета Гервиг                                   | Сирша Ронан, Лори Меткалф, Одейя Раш, Кэтрин Ньютон, Тимоти Шаламе, | трагикомедия                                      |       |
| М А Р Т       | 15       | Отпетый мачо                                         | Salty Films, Alan Caudillo | Саймон Уэст                                    | Антонио Бандерас, Ольга Куриленко | боевик                                            |       |
| М А Р Т       | 17       | Добытчица                                            | Экспонента | Нора Туми                                      | Саара Чодри, Сома Бхатия, Нурин Гуламгаус, Лаара Сэдик, Али Ризви, Шаиста Латиф, Канза Ферис, Кава Ада, Кэйн Махон                                                                      | мультфильм, драма, семейный                       |       |
| М А Р Т       | 22       | Кролик Питер                                         | Columbia Pictures, Olive Bridge Entertaiment, Animal Logic 2.0 Entertaiment, Screen Australia, Screen NSW, Sony Pictures Releasing                              | Уилл Глак                                      | Роуз Бирн, Донал Глисон, Сэм Нилл, Дейзи Ридли, Элизабет Дебики, Джеймс Корден, Марго Робби Сиа                                                                                         | Комедия, Семейный                                 |       |
| М А Р Т       | 22       | Тихоокеанский рубеж 2                                | Legendary Pictures, Universal Pictures, Warner Bros. Pictures, Upperroom Entertainment, Limited                                                                 | Стивен С. Денайт                               | Джон Бойега, Скотт Иствуд, Кэйли Спэнни, Цзин Тянь, Ринко Кикути, Адриа Архона, Чарли Дэй                                                                                               | Фантастика, приключения, боевик                   |       |
| М А Р Т       | 22       | Незнакомцы: Жестокие игры                            | thefyzz | Йоханнес Робертс                               | Кристина Хендрикс, Бэйли Мэдисон, Мартин Хендерсон | Ужасы                                             |       |
| М А Р Т       | 22       | Дикие предки                                         | Aardman Animations | Ник Парк                                       | Эдди Рейдмэн, Том Хиддлстон, Мэйси Уильямс, Тимоти Сполл | приключения, комедия, семейный фильм              |       |
| М А Р Т       | 22       | Гонка века                                           | BBC Films, Blueprint Pictures | Джеймс Марш                                    | Колин Ферт, Рэйчел Вайс, Дэвид Тьюлис, Кен Стотт, Джонатан Бэйли | драма, биография                                  |       |
| М А Р Т       | 22       | Полночное солнце                                     | Boies/Schiller, Film Group, Rickard Pictures, Open Road Films                                                                                                   | Скотт Спир                                     | Белла Торн, Патрик Шварценеггер, Роб Риггл, Куинн Шепард | драма                                             |       |
| М А Р Т       | 22       | Тебя никогда здесь не было                           | Film4 | Линн Рэмси                                     | Хоакин Феникс, Екатерина Самсонова, Алессандро Нивола, Алекс Манетт, Джон Доумен, Джудит Анна Робертс, Кейт Истон, Джейсон Бабински, Фрэнк Пандо, Мэдисон Арнольд                       | триллер                                           |       |
| М А Р Т       | 26       | Магия превыше всего                                  | ВГИК | Екатерина Краснер                              | Василий Зотов, Елизавета Рыжих, Михаил Кремер, Иван Забелин, Кирилл Ковбас, Михаил Горевой, Семён Шомин, Антон Шурцов, Вероника Тимофеева, Григорий Петель, Иван Горячев, Сергей Волков | фэнтези, драма                                    |       |
| М А Р Т       | 29       | Первому игроку приготовиться                         | Warner Bros, Amblin Entertainment, Village Roadshow Pictures | Стивен Спилберг                                | Тай Шеридан, Оливия Кук, Бен Мендельсон, Ти Джей Миллер, Саймон Пегг, Марк Райлэнс | Научная фантастика, Приключения                   |       |
| М А Р Т       | 29       | Не в себе                                            | Fingerprint Releasing, Bleecker Street | Стивен Содерберг                               | Клер Фой, Джуно Темпл, Айми Маллинз, Эми Ирвинг, Джей Фэро, Джошуа Леонард, Колин Вуделл, Сара Стайлс, Эрин Вильхельми                                                                  | ужасы, триллер, драма                             |       |
| М А Р Т       | 29       | Я сражаюсь с великанами                              | 1492 Pictures, Having Me Films, Treehouse Pictures, uMedia Family, XYZ Films                                                                                    | Андерс Вальтер Хансен                          | Мэдисон Вульф, Зои Салдана, Имоджен Путс, Дженнифер Эль | фэнтези, триллер, драма                           |       |
| М А Р Т       | 29       | Каникулы президента                                  | «Адрианова Кино» | Илья Шерстобитов                               | Дмитрий Грачёв, Анна Цуканова-Котт, Настасья Самбурская, Евгений Сидихин, Гоша Куценко, Дмитрий Дибров, Олег Васильков                                                                  | комедия                                           |       |
| М А Р Т       | 29       | Рейд                                                 | Capella Film | Радж Кумар Гупта                               | Аджай Девган, Саурабх Шукла, Илеана Дэ Круз, Амит Сиал, Амит Бимрот, Шиба Чадха, Девас Диксит, Гаятри Иер, Пушпа Джоди, Рави Кханвилкар                                                 | боевик, триллер, драма                            |       |
| М А Р Т       | 29       | Твой выход, детка!                                   | A-One Film | Свен Унтервальдт мл.                           | Каролин Кебекус, Максим Мехмет, Арина Прокофьева, Арсени Бультманн, Аксель Штайн, Ясмин Швирс                                                                                           | комедия                                           |       |
| М А Р Т       | 29       | Две матери, две дочери                               | Entre Chien et Loup | Лаура Шредер                                   | Изабель Юппер, Лолита Шама | драма                                             |       |

### Апрель — июнь
| Премьера    | Премьера | Название                                    | Студия | Режиссёр                                              | В ролях | Жанр                                                | Прим. |
| ----------- | -------- | ------------------------------------------- | --- | ----------------------------------------------------- | --- | --------------------------------------------------- | ----- |
| А П Р Е Л Ь | 5        | Гоголь. Вий                                 | Среда | Егор Баранов                                          | Александр Петров, Евгений Стычкин, Таисия Вилкова | Детектив, ужасы, драма, комедия                     |       |
| А П Р Е Л Ь | 5        | Винчестер. Дом, который построили призраки  | Lionsgate | Братья Спириги                                        | Хелен Миррен, Сара Снук, Тайлер Коппин, Майкл Карман, Энгус Сэмпсон | ужасы, фэнтези, триллер                             |       |
| А П Р Е Л Ь | 5        | Жажда смерти                                | Metro-Goldwyn-Mayer, Annapurna Pictures, Cave 76 | Элай Рот                                              | Брюс Уиллис, Ронни Джин Блевинс, Дин Норрис, Майк Эппс, Кимберли Элиз | криминальный боевик                                 |       |
| А П Р Е Л Ь | 5        | Мария Магдалина                             | Film4, Perfect World Pictures, Porchlight Films, See-Saw Films, Affirm Films, Universal Pictures, The Weinstein Company                              | Гарт Дэвис                                            | Руни Мара, Хоакин Феникс, Чиветел Эджиофор, Тахар Рахим | Драма                                               |       |
| А П Р Е Л Ь | 5        | Белль и Себастьян                           | Вольга | Николя Ванье                                          | Феликс Боссюе, Чеки Карио, Марго Чатели, Дмитрий Стророж, Андреас Пичман, Юрбен Канселье, Мехди Эль Глауи, Карин Андровер, Ян Оливер Шрёдер | приключения                                         |       |
| А П Р Е Л Ь | 5        | Девушки и танки                             | Capella Film | Цутому Мидзусима                                      | Май Футигами, Аи Каяно, Мами Одзаки, Икуми Накагами, Юка Игути | аниме, мультфильм, приключения                      |       |
| А П Р Е Л Ь | 5        | Невероятная история о гигантской груше      | Кинологистика | Амалия Нэсби Фик, Юрген Лердам, Филип Эйнштейн Липски | Альфред Бьерр Ларсен, Лива Эльвира Магнуссен, Петер Фрёдин, Хенрик Койфоэд, Петер Плаугборг, Сёрен Пильмарк, Якоб Офтебро, Питер Зельдер | мультфильм                                          |       |
| А П Р Е Л Ь | 5        | Операция «Шаровая молния»                   | StudioCanal, Participant Media, Working Title Films                                                                                                  | Жозе Падилья                                          | Розамунд Пайк, Даниэль Брюль, Лиор Ашкенази, Эдди Марсан, Бен Шнетцер | триллер, драма, криминал                            |       |
| А П Р Е Л Ь | 5        | Взрослые игры                               | ПРОвзгляд | Макс Уинклер                                          | Зои Дойч, Кэтрин Хан, Адам Скотт, Дилан Гелула, Эрик Эдельштейн, Тим Хайдекер, Майя Эшет, Джои Морган, Роми Бирн, Эдуардо Лескано | комедия, драма, криминал                            |       |
| А П Р Е Л Ь | 12       | Рэмпейдж                                    | New Line Cinema, Flynn Picture Company, Rickard Pictures, Seven Bucks Productions, Warner Bros. Pictures                                             | Брэд Пейтон                                           | Дуэйн Джонсон, Наоми Харрис, Малин Акерман, Джо Манганьелло, Джейк Лэси, Марли Шелтон, Джеффри Дин Морган | фантастика, боевик, приключения                     |       |
| А П Р Е Л Ь | 12       | Зачётный препод 3                           | Ракета Резилинг | Бора Дагтекин                                         | Элиас ЭмБарек, Катя Риман, Йелла Хаазе, Сандра Хюллер, Макс фон Гробен, Уши Глас | комедия                                             |       |
| А П Р Е Л Ь | 12       | Славные пташки                              | Наше кино | Аудни Аусгейрссон                                     | Джэми Орам, Харриет Перринг, Иэн Стюарт Робертсон | мультфильм, семейный фильм                          |       |
| А П Р Е Л Ь | 12       | Тихое место                                 | Paramount Pictures, Platinum Dunes | Джон Красински                                        | Эмили Блант, Джон Красински | ужасы, мистика                                      |       |
| А П Р Е Л Ь | 12       | Большой злой лис и другие сказки            | Экспонента | Патрик Имбер, Бенджамин Реннер                        | Селин Ронте, Борис Релинже, Гийом Бушед, Гийом Дарно, Дамьен Витецка, Антуан Шумский, Жан-Луп Хорвитц, Кристоф Лемуан, Магали Розенцвейг, Камел Абдессадок, Жюль Бьенвеню | мультфильм, фэнтези, комедия                        |       |
| А П Р Е Л Ь | 19       | Опасный бизнес                              | Denver and Delilah Productions, Blue-Tongue Films, Amazon Studios, STX Entertainment                                                                 | Нэш Эдгертон                                          | Дэвид Ойелоуо, Шарлиз Терон, Джоэл Эдгертон, Аманда Сайфред, Тэнди Ньютон, Шарлто Копли | боевик, комедия                                     |       |
| А П Р Е Л Ь | 19       | Леонардо: Миссия Мона Лиза                  | АКМ | Серджо Манфио                                         | Алекс Полидори, Эмануэла Ионика, Габриэль Патриарка, Арианна Виньоли, Джулио Бартоломеи, Роберто Драгетти | мультфильм, приключения, биография                  |       |
| А П Р Е Л Ь | 19       | Титан                                       | Экспонента | Леннарт Рафф                                          | Сэм Уортингтон, Тейлор Шиллинг, Том Уилкинсон, Агнесс Дин, Натали Эммануэль, Кори Джонсон | фантастика                                          |       |
| А П Р Е Л Ь | 19       | Тренер                                      | кинослово, ТриТэ, DK Entertainment | Данила Козловский                                     | Данила Козловский, Дмитрий Вяткин, Андрей Смоляков, Владимир Ильин, Ольга Зуева, Ирина Горбачёва, Виктор Вержбицкий, Мария Лобанова, Павел Ворожцов | спортивная драма                                    |       |
| А П Р Е Л Ь | 19       | Логово Монстра                              | Electric Entertainment | Дин Девлин                                            | Дэвид Теннант, Роберт Шиэн, Карлито Оливеро, Керри Кондон, Жаклин Байерс, Лиза Бреннер | фильм ужасов, триллер                               |       |
| А П Р Е Л Ь | 19       | Третья волна зомби                          | Tilted Pictures, Bac Films, Savage Productions, IFS Films                                                                                            | Дэвид Фрейн                                           | Эллен Пейдж, Сэм Кили, Том Вон-Лолор | ужасы, драма, фантастика                            |       |
| А П Р Е Л Ь | 19       | Свинья                                      | A-One Film | Мани Хагиги                                           | Хассан Маджуни, Лейла Хатами, Лейли Рашиди, Париназ Изадиар, Сианак Ансари, Айназ Азерхуш, | комедия                                             |       |
| А П Р Е Л Ь | 23       | Царь-птица                                  | Сахафильм | Эдуард Новиков                                        | Степан Петров, Зоя Попова, Афанасий Фёдоров, Прокопий Данилов, Прокопий Иванов | драма                                               |       |
| А П Р Е Л Ь | 26       | Смешарики. Дежавю                           | Universal Studios | Денис Чернов                                          | Вадим Бочанов, Светлана Письмиченко, Михаил Черняк, Сергей Мардарь, Антон Виноградов, Владимир Постников | Мультипликационная                                  |       |
| А П Р Е Л Ь | 26       | Привидение                                  | Warner Bros. | Майкл Сакси                                           | Энгури Райс, Джастис Смит, Дженни Росс, Лукас Джейд Зуманн, Кэти Дуглас, Джейкоб Баталон, Иэн Александр, Колин Форд, Джейк Сим, Николь Ло | фэнтези, драма, мелодрама                           |       |
| А П Р Е Л Ь | 26       | Танки                                       | Централ Партнершип | Ким Дружинин                                          | Андрей Мерзликин, Аглая Тарасова, Александр Тютин, Сергей Стукалов | военный, история, приключения                       |       |
| А П Р Е Л Ь | 26       | Правда или действие                         | Blumhouse Productions, Universal Pictures | Джефф Уодлоу                                          | Люси Хейл, Тайлер Пози, Вайолетт Бин, Нолан Джерард Фанк, Хейден Сзето, Софи Тэйлор Али, Сэм Лернер, Лэндон Либуарон | ужасы, триллер                                      |       |
| А П Р Е Л Ь | 26       | Дыши во мгле                                | MEGOGO Distribution | Дэниел Роби                                           | Ромен Дюрис, Ольга Куриленко, Фантина Ардуин, Мишель Робен, Анна Гейлор, Рефаел Гренассия, Эрья Малатье, Алексис Маненти, Морис Антони | фантастика, триллер, приключения                    |       |
| А П Р Е Л Ь | 26       | Лицо                                        | Platige Films | Малгожата Шумовска                                    | Матеуш Косьцюкевич, Малгожата Гороль, Анна Томашевска, Агнешка Подсядлик | драма, сатира                                       |       |
| А П Р Е Л Ь | 26       | Миссис Хайд                                 | Les Films Pelléas, Arte France Cinéma | Серж Бозон                                            | Изабель Юппер, Ромен Дюрис, Хосе Гарсия | комедия, фантастика, драма                          |       |
| М А Й       | 1        | Папа-мама гусь                              | MEGOGO Distribution | Крис Дженкинс                                         | Джим Гэффиган, Зендея, Лэнс Лим, Грег Прупс, Наташа Леджеро, Дидрих Бадер, Регги Уоттс, Карл Райнер, Стивен Фрай, Крэйг Фергюсон, Дженнифер Грей, Рик Овертон | мультфильм, комедия, приключения                    |       |
| М А Й       | 3        | Мстители: Война Бесконечности               | Marvel Studios | Энтони Руссо и Джо Руссо                              | Роберт Дауни-младший, Крис Эванс, Марк Руффало, Крис Хэмсворт, Скарлетт Йоханссон, Дон Чидл, Том Холланд, Бенедикт Камбербэтч, Чедвик Боузман, Себастиан Стэн, Энтони Маки, Элизабет Олсен, Пол Беттани, Крис Прэтт, Зои Салдана, Карен Гиллан, Дейв Батиста, Пом Клементьефф, Брэдли Купер, Вин Дизель, Том Хиддлстон, Данай Гурира, Летиша Райт, Бенедикт Вонг, Джош Бролин | фантастика, фэнтези, боевик, приключения            | [ 3 ] |
| М А Й       | 3        | Собибор                                     | ООО «Продюсерский центр „Синема Продакшн“» | Константин Хабенский                                  | Константин Хабенский, Кристофер Ламберт, Мария Кожевникова, Фелисе Янкелль, Дайнюс Казлаускас, Михалина Ольшанская, Вольфганг Черны, Филипп Рейнхардт, Дирк Мартенс, Максимилиан Дирр | военный фильм, драма                                |       |
| М А Й       | 3        | Остров собак                                | Annapurna Pictures, Indian Paintbrush, American Empirical Pictures, Scott Rudin Productions                                                          | Уэс Андерсон                                          | Эдвард Нортон, Скарлетт Йоханссон, Брайан Крэнстон, Тильда Суинтон, Билл Мюррей | комедия                                             |       |
| М А Й       | 3        | Старое ружьё                                | Mercure Productions, Les Productions, Artistes Associés, TIT, Filmproduction GmbH                                                                    | Робер Энрико                                          | Филипп Нуаре, Роми Шнайдер | драма, триллер, военный фильм                       |       |
| М А Й       | 10       | Такси 5                                     | EuropaCorp | Франк Гастамбид                                       | Сабрина Уазани, Франк Гастамбид, Бернар Фарси, Малик Бенталха | боевик, комедия, криминал, приключения              |       |
| М А Й       | 10       | Статус: Обновлён                            | Offspring Entertainment, Brightlight Pictures, Voltage Pictures                                                                                      | Скотт Спир                                            | Росс Линч, Оливия Холт, Джош Островский, Кортни Итон, Грегг Салкин | комедия                                             |       |
| М А Й       | 10       | Анон                                        | K5 film | Эндрю Николь                                          | Клайв Оуэн, Аманда Сайфред | фантастика, триллер                                 |       |
| М А Й       | 10       | Истерия                                     | mmett/Furla Films, Grindstone Entertainment Group, Leomus Pictures, Lionsgate                                                                        | Дэннис Илиадис                                        | Тофер Грейс, Дженезис Родригез, Патришия Кларксон | ужасы, триллер                                      |       |
| М А Й       | 10       | Красавица для чудовища                      | Capella Film | Хайфа Аль-Мансур                                      | Эль Фаннинг, Бен Харди, Мэйси Уильямс, Бель Паули, Дуглас Бут, Джоанн Фроггатт, Том Стёрридж, Стивен Диллэйн, Хью О'Конор, Сиара Чартерис, Джек Хикки, Сара Ламеш | драма, мелодрама, биография                         |       |
| М А Й       | 10       | Муза смерти                                 | Cinema Prestige | Жауме Балагуэро                                       | Эллиот Коуэн, Франка Потенте, Ана Улару, Леонор Уотлинг, Мануэла Вельес, Джоэнн Уэлли, Кристофер Ллойд, Каллахэн О'Коннел, Сэм Харди, Стелла МакКаскер, Еннис Чун-Ян, Ив Мехер, Тай Уорделл, Марк Фицджеральд | ужасы, фантастика, триллер                          |       |
| М А Й       | 10       | Редкая бабочка                              | Кинологистика | Присцилла Камерон                                     | Мелисса Джордж, Ивен Лесли, Эд Оксенбульд, Софи Лоу, Элла Джаз Макроканис, Лорен Диллон, Паула Назарски, Стив Нейшн, Лайам Хоп Йек Доддс, Тэмми Сара Линде | драма, комедия, семейный                            |       |
| М А Й       | 17       | Дэдпул 2                                    | Marvel Entertainment | Дэвид Литч                                            | Райан Рейнольдс, Морена Баккарин, Джош Бролин | супергеройка, боевик, фантастика, приключения       |       |
| М А Й       | 17       | Пчёлка Майя и кубок мёда                    | One Houdred Media | Ноэль Клири, Серджо Делфино, Алекс Стадерманн         | Коко Джек Гиллис, Бенсон Джек Энтони, Ричард Роксбург | мультфильм, комедия, семейный                       |       |
| М А Й       | 17       | Конченая                                    | Beagle Pug Films, Highland Film Group (HFG), LuckyChap Entertainment, Miscellaneons Entertainment, Proton Cinema, RuYi Media, Subotica Entertainment | Вон Стайн                                             | Марго Робби, Саймон Пегг, Мэттью Льюис | триллер, драма                                      |       |
| М А Й       | 17       | Моя бывшая подружка                         | Russian World Vision | Виктор Сейнт Макари                                   | Уилльям Лебхил, Марго Бансийон, Жонатан Коэн, Камилль Раза, Беатрис де Стаэль, Мари-Кристин Орри, Николас Ваншицкий | комедия                                             |       |
| М А Й       | 17       | Караваджо: Душа и Кровь                     | Emotion | Хесус Гарсес Ламберт                                  | Мануэль Аньелли, Марильяно Эмануеле, Мина Грегори, Клаудио Стринати, Росселла Водрет | документалистика, биография                         |       |
| М А Й       | 17       | За бортом                                   | Metro-Goldwyn-Mayer, Pantelion Films | Роб Гринберг                                          | Эухенио Дербес, Анна Фарис, Ева Лонгория, Джон Ханна, Swoosie Курц, Марьяна Тревиньо, Сесилия Суарес, Омар Чапарро, Хесус Очоа | кинокомедия, фильм о любви                          |       |
| М А Й       | 17       | Третье убийство                             | Русский Репортаж | Хирокадзу Корээда                                     | Масахару Фукуяма, Кодзи Якусё, Синносукэ Мицусима, Микако Итикава, Идзуми Мацуока, Исао Хасидзумэ, Судзу Хиросэ, Хадзимэ Иноуэ, Адзю Макита, Итиро Огура, Юки Саито | драма, детектив, криминал                           |       |
| М А Й       | 18       | Роналду против Месси                        | Люксор | Тара Пирниа                                           | Дэвид Бекхэм, Криштиану Роналду, Жерар Пике, Алекс Фергюсон | документальный, спорт                               |       |
| М А Й       | 24       | Хан Соло. Звёздные войны: Истории           | Lucasfilm | Рон Ховард                                            | Олден Эренрайк, Вуди Харрельсон, Эмилия Кларк, Дональд Гловер, Йонас Суотамо | Космическая опера, фантастика, приключения          |       |
| М А Й       | 24       | Садко                                       | студия «Мельница», СТВ | Максим Волков, Виталий Мухаметзянов                   | Мария Шалаева, Любовь Аксёнова, Михаил Ефремов, Екатерина Варнава | фэнтези, комедия, семейный фильм                    |       |
| М А Й       | 24       | Круги дьявола                               | Люксор | Кевин Гротерт                                         | Дебора Кара Ангер, Стивен Дорфф, Джонатан Шек, Алисса Джулия Смит, Челси Рикеттс | ужасы, триллер                                      |       |
| М А Й       | 24       | Секса не будет!!!                           | UPI | Кэй Кэннон                                            | Лесли Манн, Айк Баринхольц, Джон Сина, Кэтрин Ньютон, Джина Гершон, Джун Рафаэль, Сарайю Рао, Гэри Коул, Грэм Филлипс, Хэннибал Бёресс, Рамона Янг | комедия                                             |       |
| М А Й       | 24       | Гупёшка                                     | Кинологистика | Влад Фарман                                           | Неля Попова, Михаил Разумовский, Евгений Баранов | драма                                               |       |
| М А Й       | 25       | Черновик                                    | Фонд кино | Сергей Мокрицкий                                      | Никита Волков, Евгений Ткачук, Ольга Боровская, Юлия Пересильд, Евгений Цыганов, Андрей Мерзликин | фантастика                                          |       |
| М А Й       | 31       | Красный воробей                             | Chernin Entertainment, 20th Century Fox | Френсис Лоуренс                                       | Дженнифер Лоуренс, Джоэл Эдгертон, Джереми Айронс, Маттиас Схунартс, Киаран Хайндс, Джоэли Ричардсон, Мэри-Луиз Паркер, Шарлотта Рэмплинг | триллер                                             |       |
| М А Й       | 31       | Моя жизнь                                   | Киностудия «Медведь» | Алексей Луканев                                       | Алёна Бабенко, Павел Трубинер, Макар Запорожский, Анастасия Панина, Дмитрий Белоцерковский, Николай Чиндяйкин | драма, спорт                                        |       |
| М А Й       | 31       | Псы под прикрытием                          | Riverstone Pictures, FilmNation Entertainment, Alive Entertainment                                                                                   | Раджа Госнелл                                         | Алан Камминг, Стэнли Туччи, Наташа Лионн, Уилл Арнетт, Габриэль Иглесиас, Ру Пол, Шакил О'Нил, Лудакрис, Делия Шеппард, Ронни Анкона | боевик, комедия, криминал, приключения, семейный    |       |
| М А Й       | 31       | Невидимый гость                             | ПРОвзгляд | Ориол Паоло                                           | Марио Касас, Ана Вахнер, Хосе Коронадо, Барбара Ленни, Франсеск Орелья, Пако Тоус | триллер, криминал, детектив                         |       |
| М А Й       | 31       | Как разговаривать с девушками на вечеринках | HanWay Films, Little Punk, See-Saw Films, А24, StudioCanal UK                                                                                        | Джон Кэмерон Митчелл                                  | Эль Фэннинг, Алекс Шарп, Николь Кидман, Рут Уилсон, Мэттью Ричард Лукас | научная фантастика, комедия, романтика              |       |
| М А Й       | 31       | Два Хвоста                                  | ООО «Линцензионные бренды» | Наталья Нилова, Виктор Азеев                          | Сергей Бурунов, Диомид Виноградов, Ирина Киреева, Лина Иванова, Даниил Щебланов | мультфильм, комедия, приключения, семейный          |       |
| М А Й       | 31       | Истории призраков                           | МВК | Джереми Дайсон, Энди Найман                           | Энди Найман, Мартин Фирман, Пол Уайтхаус, Алекс Лоутер, Пол Уоррен, Кобна Холдбрук-Смит, Николас Барнс, Луиз Аткинс, Лесли Харкорт, Эми Дойл | ужасы, драма                                        |       |
| И Ю Н Ь     | 6        | День выборов по-французски                  | A-One Film | Оливье Барру                                          | Жан-Поль Рув, Изабель Нанти, Клер Надо, Сара Штерн, Пьер Лоттен, Тео Фернандез, Фабьен Ара, Кристиан Де Ла Кортина, Жоффруа де ла Тай, Скали Дельпейра | комедия                                             |       |
| И Ю Н Ь     | 7        | Мир юрского периода 2                       | Universal Pictures | Х. А. Байона                                          | Крис Прэтт, Брайс Даллас Ховард, Б. Д. Вонг, Тоби Джонс, Рэйф Сполл, Джастис Смит, Даниэлла Пинеда, Тед Левин, Джеральдин Чаплин, Джеймс Кромвелл | фантастика, боевик, приключения                     |       |
| И Ю Н Ь     | 7        | Красотка на всю голову                      | Voltage Pictures, Wonderland Sound and Vision | Эбби Кон, Марк Силверштейн                            | Эми Шумер, Мишель Уильямс, Том Хоппер, Лорен Хаттон, Наоми Кэмпбелл | комедия                                             |       |
| И Ю Н Ь     | 7        | Лето                                        | Каропрокат | Кирилл Серебренников                                  | Тео Ю, Роман Билык | фильм-биография                                     |       |
| И Ю Н Ь     | 7        | Первые                                      | КАРО Продакшн, КАРО Прокат, Сахафильм | Дмитрий Суворов                                       | Наиль Абдурахманов, Алина Ларина, Евгений Ткачук, Василий Борисов, Валерий Баринов, Данила Якушев, Егор Тимцуник, Сергей Рост, Сергей Терещенко | драма, приключения                                  |       |
| И Ю Н Ь     | 7        | Реинкарнация                                | Palm-Star Entertainment, Windy Hill Pictures | Ари Астер                                             | Тони Колетт, Гэбриел Бирн | фильм ужасов, драма, детектив                       |       |
| И Ю Н Ь     | 7        | Решение о ликвидации                        | Централ Партнершип | Александр Аравин                                      | Игорь Петренко, Алексей Вертков, Аюб Цингиев | драма, боевик, военный                              |       |
| И Ю Н Ь     | 7        | Фокстрот                                    | Bord Cadre Films | Самуэль Маоз                                          | Лиор Ашкенази, Сара Адлер, Йонатан Ширай, Шира Хаас, Декель Адин, Йехуда Альмагор, Шауль Амир, Гефен Баркай, Ран Буксенбаум, Рами Бузагло | драма                                               |       |
| И Ю Н Ь     | 12       | Дело Собчака                                | Magnetic Film | Вера Кричевская                                       | Ксения Собчак, Людмила Нарусова, Александр Коржаков | документальный, биография                           |       |
| И Ю Н Ь     | 14       | Суперсемейка 2                              | Walt Disney Pictures/Pixar | Брэд Бёрд                                             | Холли Хантер, Крэйг Т. Нельсон, Сара Вауэлл, Хак Милнер, Сэмюэл Л. Джексон, Брэд Бёрд, Джон Ратценбергер, Боб Оденкерк, Кэтрин Кинер | приключения, боевик, комедия, семейный              | [ 4 ] |
| И Ю Н Ь     | 14       | Фото на память                              | Big Cinema House | Антон Зенкович                                        | Ирина Темичева, Степан Юрпалов, Анастасия Уколова | триллер, ужасы                                      |       |
| И Ю Н Ь     | 14       | Эскобар                                     | A-One Film | Леон де Араноа                                        | Хавьер Бардем, Эд Катхель III, Калина Коттас | биография, драма                                    |       |
| И Ю Н Ь     | 14       | Аферисты поневоле                           | Autumn Productions, Bondit, Buffalo 8 Productions, Evolution Entertainment                                                                           | Джеймс Окли                                           | Элис Ив, Ума Турман, Тим Рот | комедия                                             |       |
| И Ю Н Ь     | 14       | Мир будущего                                | Люксор | Джеймс Франко, Брюс Тьерри Чунг                       | Джеймс Франко, Сьюки Уотерхаус, Джеффри Уолберг, Маргарита Левиева, Снуп Догг, Твин Шадоу, Метод Мэн, Люси Лью, Милла Йовович, Кармен Ардженциано | фантастика                                          |       |
| И Ю Н Ь     | 14       | Захочу и соскочу. Мастер-класс              | ПилотКино | Сидней Сибилиа                                        | Эдоардо Лео, Грета Скарано, Стефано Фрези, Валерио Эпри, Паоло Калабрези, Либеро Де Риенцо, Лоренцо Лавиа, Пьетро Сермонти, Марко Бонини, Росарио Лисма | боевик, комедия, криминал                           |       |
| И Ю Н Ь     | 14       | Невероятные приключения Факира              | Capella Film | Кен Скотт                                             | Дхануш, Беренис Бежо, Эрин Мориарти, Баркхад Абди, Жерар Жюньо, Бен Миллер, Абель Жафри, Сара-Джинн Лабросс, Кай Грейданус, Амрута Сент | комедия, приключения                                |       |
| И Ю Н Ь     | 21       | Восемь подруг Оушена                        | Warner Bros. Pictures, Village Roadshow Pictures, Smokehouse Pictures, Larger Than Life Productions                                                  | Гэри Росс                                             | Сандра Буллок, Кейт Бланшетт, Хелена Бонем Картер, Энн Хэтэуэй, Ринна, Сара Полсон, Минди Калинг | криминальный фильм                                  |       |
| И Ю Н Ь     | 21       | Ночная смена                                | Vice Films | Марюс Вайсберг                                        | Владимир Яглыч, Павел Деревянко, Ксения Теплова, Наталья Бардо, Игорь Жижикин | комедия                                             |       |
| И Ю Н Ь     | 21       | Прощаться не будем                          | Чеченфильм, Русская Фильм Группа | Павел Дроздов                                         | Андрей Мерзликин, Егор Бероев, Анна Чурина | военный, драма, история                             |       |
| И Ю Н Ь     | 21       | Сага о чудовище. Сумерки                    | Экспонента | Фридрих Боэм                                          | Лив Тайлер, Брэд Дуриф, Бел Паули, Джеймс Легро, Майк Фейст, Келли Ламор Уилсон, Трой Раптэш, Патрик М. Уолш | ужасы, фэнтези, триллер                             |       |
| И Ю Н Ь     | 21       | Фобия                                       | MEGOGO Distribution | Домициано Кристофаро, Джейсон Импей, Сонни Кинг       | Роберта Миссони, Лайан О'Ши, Мартин В. Пейн, Майкл Эпстейн, Марк Томпсон-Эшворт, Эдвин Гарсиа, Джулио Пампильоне | ужасы                                               |       |
| И Ю Н Ь     | 21       | Ван Гог: Золото и лазурь                    | Emotion |                                                       | Валерия Бруни-Тедески | документальный                                      |       |
| И Ю Н Ь     | 21       | Горы                                        | Русский Репортаж | Дженнифер Пидом                                       | Уиллем Дефо | документальный                                      |       |
| И Ю Н Ь     | 21       | Хот-Дог                                     | Ракета Релизинг | Торстен Кюнстлер                                      | Тиль Швайгер, Маттиас Швайгхёфер, Энн Шефер, Лиза Томашевски, Йоахим Пауль Ассбёк, Давид Брюкнер | боевик, комедия, приключения                        |       |
| И Ю Н Ь     | 25       | Кто украл Bunksy                            | CoolCoonections | Марко Просерпио                                       | Кэтрин Ахмад, Алаа Ал-Шалаби, Шемс Алдик, Паулус Аллам, Алаа Алмаси, Айед Арафаф, Хамза Абу Аууаш, Вера Бабун, Тони Бакстер, Борджи Бенгтсун | документальный                                      |       |
| И Ю Н Ь     | 28       | Во власти стихии                            | Robert Simonds Company, The RVK Studios | Бальтазар Кормакур                                    | Шейли Вудли, Сэм Клафлин | фильм-катастрофа, мелодрама                         |       |
| И Ю Н Ь     | 28       | Ты водишь!                                  | New Line Cinema, Broken Road Productions | Джефф Томсик                                          | Эд Хелмс, Джереми Реннер, Ганнибал Бересс, Джэйк Джонсон, Аннабель Уоллис | комедия                                             |       |
| И Ю Н Ь     | 28       | Джим Пуговка и машинист Лукас               | Capella Film | Деннис Ганзель                                        | Хеннинг Баум, Као Ченмин | приключения, фэнтези                                |       |
| И Ю Н Ь     | 28       | Осторожно: Грамп!                           | Anima Estudios | Андрес Кутерье                                        | Лили Коллинз, Тоби Кеббелл, Иэн МакШейн | мультфильм, приключения, комедия, фэнтези, семейный |       |
| И Ю Н Ь     | 28       | План побега 2                               | Emmett/Furla Films, Grindstone Entertainment Group, Leomus Pictures, Lionsgate                                                                       | Стивен С. Миллер                                      | Сильвестр Сталлоне, Дэйв Батиста, Джейми Кинг | боевик, триллер                                     |       |
| И Ю Н Ь     | 28       | Распрекрасный принц                         | Vanguard Animation, 3Q Media Cinesite, WV Enterprises                                                                                                | Росс Венокур                                          | Уилмер Вальдеррама, Sia, Аврил Лавин, Деми Ловато, Эшли Тисдейл, G.E.M. | комедия, фэнтези                                    |       |
| И Ю Н Ь     | 28       | 50 весенних дней                            | A-One Films | Бландин Ленуар                                        | Аньес Жауи, Тибо де Монталембер, Паскаль Арбийо, Сара Суко, Лю Рой-Леколлинет, Николас Чуприн, Рэчел Фармани, Лаури Бордесулес, Джульет Виюкс Пиккате, Арманд Пауль Джин | драма, комедия                                      |       |
| И Ю Н Ь     | 28       | Инсомния                                    | Наше Кино | Густаво Эрнандес                                      | Эва Кватрокки, Наталия Де Молина, Хуан Мануэль Гилера, Сусана Орнос, Мигель Анхель Майкл, Херман Паласиос | ужасы, триллер, детектив                            |       |
| И Ю Н Ь     | 28       | Книжный клуб                                | Парадиз | Билл Холдермэн                                        | Дайан Китон, Джейн Фонда, Кэндис Берген, Мэри Стинберджен, Энди Гарсиа, Крэйг Т. Нельсон, Дон Джонсон, Алисия Сильверстоун, Ричард Дрейфусс, Эд Бегли мл. | драма, мелодрама, комедия                           |       |
| И Ю Н Ь     | 28       | Убийца 2: Против всех                       | Black Label Media, Rai Cinema | Стефано Соллима                                       | Бенисио Дель Торо, Джош Бролин, Изабела Монер, Джеффри Донован, Мэттью Модайн | боевик, триллер                                     |       |

### Июль — сентябрь
| Премьера        | Премьера | Название                                    | Студия | Режиссёр                                        | В ролях | Жанр                                          | Прим. |
| --------------- | -------- | ------------------------------------------- | --- | ----------------------------------------------- | --- | --------------------------------------------- | ----- |
| И Ю Л Ь         | 5        | Человек-муравей и Оса                       | Marvel Studios | Пейтон Рид                                      | Пол Радд, Эванджелин Лилли, Майкл Дуглас, Мишель Пфайффер, Майкл Пенья, Ханна Джон-Кеймен, Лоренс Фишберн, Уолтон Гоггинс, Рэндалл Парк, Эбби Райдер Фортсон                       | супергероика боевик, приключения, комедия     | [ 5 ] |
| И Ю Л Ь         | 5        | Невидимка                                   | 42 | Энтони Бирн                                     | Натали Дормер, Эмили Ратаковски, Эд Скрейн, Джоэли Ричардсон, Нил Мэскелл, Джеймс Космо, Ян Бейвут, Бернард Коллако, Дэниэл Иган, Эмбер Андерсон                                   | триллер                                       |       |
| И Ю Л Ь         | 5        | Зверь                                       | Russian World Vision | Майкл Пирс                                      | Джесси Бакли, Джонни Флинн, Джеральдин Джеймс, Тристан Гравель, Шеннон Тарбет, Чарли Палмер Ротуэлл, Эмили Тааффе, Хэтти Готобед, Тим Вудворд, Олуэн Фуэр                          | триллер                                       |       |
| И Ю Л Ь         | 5        | Париж. Город Zомби                          | Haut et Court | Доминик Роше                                    | Андерс Даниелсен Лье, Гольшифте Фарахани, Дени Лаван, Сигрид Буази, Дэвид Камменос, Жан-Ив Силли, Нэнси Мурильо, Лина-Роуз Джедже, Виктор Ван Дер Верд, Лео Пуле                   | ужасы                                         |       |
| И Ю Л Ь         | 5        | Попробуй подкати                            | MEGOGO Distribution | Франк Дюбоск                                    | Франк Дюбоск, Александра Лами, Эльза Зильберштейн, Жерар Дармон, Каролин Англад, Лоран Бато, Клод Брассёр, Франсуа-Ксавье Демезон, Летиция Белличчи, Кристоф Канар                 | мелодрама, комедия                            |       |
| И Ю Л Ь         | 5        | Пылающий                                    | ПРОвзгляд | Ли Чхан-дон                                     | Ю-Аин, Чон Джон-Со, Стивен Ён, Ким Су-гён, Чхве Сын-хо, Мун Сон-гын, Ми Бок-ки, Пан Хе-ра, Ли Бон-нён, Ли Ён-сок                                                                   | детектив, триллер, драма                      |       |
| И Ю Л Ь         | 12       | Монстры на каникулах 3: Море зовёт          | Columbia Pictures/Sony Pictures Animation                                                                                                | Дженнди Тартаковски                             | Адам Сэндлер, Селена Гомес, Энди Сэмберг | комедия, семейный, фэнтези                    |       |
| И Ю Л Ь         | 12       | Небоскрёб                                   | Legendary Pictures, Universal Studios | Роусон Маршалл Тёрбер                           | Дуэйн Джонсон, Пол Макгиллион, Нив Кэмпбелл, Пабло Шрайбер | Боевик, приключение                           |       |
| И Ю Л Ь         | 12       | Русалка. Озеро мёртвых                      | СТГ Синема, QS Films, Централ Партнершип, Киностудия КИТ                                                                                 | Святослав Подгаревский                          | Виктория Агалакова, Ефим Петрунин, Никита Еленов, Сесиль Плеже, Игорь Хрипунов | фэнтези, ужасы                                |       |
| И Ю Л Ь         | 12       | Талли                                       | Bron Studios, Right Way Productions, Denver and Delilah Productions, Focus Features                                                      | Джейсон Райтман                                 | Шарлиз Терон, Маккензи Дэвис, Марк Дюпласс, Рон Ливингстон | комедия, драма                                |       |
| И Ю Л Ь         | 12       | Большая афера в маленьком городе            | Capella Film | Массимо Гаудиозо                                | Фабио Воло, Сильвио Орландо, Нандо Парне, Карло Буччироссо, Мириам Леоне, Джеа Мартире, Мария Пайато, Франческо Де Вито                                                            | комедия                                       |       |
| И Ю Л Ь         | 12       | Генезис 2.0                                 | Русский Репортаж | Кристиан Фрай, Максим Арбугаев                  | | документальный                                |       |
| И Ю Л Ь         | 12       | Muse: Drones World Tour                     | Emotion | Том Кёрк, Иэн Уилеем Шрам                       | Muse | документальный                                |       |
| И Ю Л Ь         | 19       | Килиманджара                                | Продюсерский центр «Среда» | Екатерина Телегина                              | Павел Прилучный, Максим Виторган, Тимофей Трибунцев, Ирина Старшенбаум | комедия                                       |       |
| И Ю Л Ь         | 19       | Паранормальное                              | Love & Death Productions (LDP), Pfaf & Pfaf Productions, Rustic Films, Snowfort Pictures                                                 | Джастин Бенсон, Аарон Мурхед                    | Калли Эрнандес, Тейт Эллингтон, Джеймс Джордан | ужасы, фантастика, триллер                    |       |
| И Ю Л Ь         | 19       | Офисный беспредел                           | Mind the Gap Productions | Лин Одинг                                       | Брентон Туэйтс, Джейн Леви, Каран Сони, Закари Ливай, Грегг Генри, Курт Фуллер, Йен Хардинг, Сэм Дэйли, Алан Ричсон, Кори Уинстон                                                  | ужасы, боевик, комедия                        |       |
| И Ю Л Ь         | 19       | Клуб миллиардеров                           | Каскад фильм | Джеймс Кокс                                     | Тэрон Эджертон, Эмма Робертс, Сьюки Уотерхаус, Кевин Спейси, Кэри Элвис, Билли Лурд, Энсел Элгорт, Джереми Ирвин, Боким Вудбайн, Розанна Аркетт                                    | триллер, драма, биография                     |       |
| И Ю Л Ь         | 19       | Зои                                         | MEGOGO Distribution | Дрейк Доримус                                   | Леа Сейду, Рашида Джонс, Юэн МакГрегор, Тео Джеймс, Мэттью Грей Гублер, Миранда Отто, Кристина Агилера, Джордана Ладжои, Хелен Джонс, Сара Левески                                 | фантастика, мелодрама                         |       |
| И Ю Л Ь         | 19       | Это чёртово сердце                          | Ракета Релизинг | Марк Ротемунд                                   | Элиас ЭмБарек, Филип Шварц, Надина Вриц, Уве Пройсс, Лиза Биттер, Юрген Тонкель, Бруно Саутер, Лу Бишофф, Себастьян Герольд, Ким Гиршнер                                           | драма, комедия                                |       |
| И Ю Л Ь         | 19       | Мультобоз. Сборник 1                        | Люксор |                                                 | | мультфильм, короткометражный фильм            |       |
| И Ю Л Ь         | 26       | Миссия невыполнима: Последствия             | Paramount Pictures | Кристофер Маккуорри                             | Том Круз, Саймон Пегг, Генри Кавилл | боевик, триллер, приключения                  |       |
| И Ю Л Ь         | 26       | Белль и Себастьян: Приключение продолжается | Пионер | Кристиан Дюге                                   | Феликс Боссюе, Чекки Карио, Тьерри Нёвик, Марго Шателье, Тилан Блондо, Урбен Канселье, Жозеф Молерба, Люди Букен, Джеффри Ноэль Фридерик Эпо                                       | приключения, семейный                         |       |
| И Ю Л Ь         | 26       | Свидетели                                   | Russian Film Group, Ark Pictures | Константин Фам                                  | Сергей Агафонов, Александр Боковец, Вячеслав Чепурченко, Анна Чурина, Марта Дроздова, Ульяна Елина, Оксана Фандера, Вячеслав Ганенко, Михаил Горевой, Алим Кандур                  | драма, исторический                           |       |
| И Ю Л Ь         | 26       | Мектуб, моя любовь                          | Russian World Vision | Абделатиф Кешиш                                 | Шаин Бумедин, Офели Бо, Салим Кешьюш, Лу Люттио, Алексия Шандар, Афсия Эрзи, Делинда Кечиши, Камел Саади, Хатика Карауи, Мелеинда Эласфор                                          | мелодрама, комедия                            |       |
| И Ю Л Ь         | 26       | Обитатели                                   | МВК | Брайан О'Мэлли                                  | Дэвид Брэдли, Шарлотта Вега, Юджин Саймон, Мо Данфорд, Бен Милнер, Рошин Мёрфи, Дирдри О'Кейн, Эммет Келли, Брендан О'Рурк, Энтони Мёрфи                                           | ужасы, триллер, драма                         |       |
| И Ю Л Ь         | 26       | Убежище дьявола                             | Cinema Prestige | Гильермо Амоедо                                 | Мария Эволи, Ванесса Рестрепо, Карла Аделл, Габриела де ла Гарса, Флавио Медина, Фернандо Бесерриль, Наташа Кубриа, Арнольдо Пикассо, Лиз Дьеппа, Шира Барзилай                    | ужасы                                         |       |
| И Ю Л Ь         | 26       | Мультобоз. Сборник 2                        | Люксор |                                                 | | мультфильм, короткометражный фильм            |       |
| А В Г У С Т     | 2        | Кристофер Робин                             | Walt Disney Pictures | Марк Форстер                                    | Юэн Макгрегор, Хейли Этвелл, Джим Каммингс, Питер Капальди, Марк Гэтисс | комедия, приключения                          |       |
| А В Г У С Т     | 2        | Судная ночь. Начало                         | Blumhouse Productions, Platinum Dunes, Universal Pictures                                                                                | Герард Макмюррей                                | И'лан Ноэль, Лекс Скотт Дэвис | ужасы, экшн                                   |       |
| А В Г У С Т     | 2        | Голодные Z                                  | CD LAND Media, Кинологистика | Робин Обер                                      | Марк-Андре Гронден, Монья Шокри, Шарлотта Сен-Мартен, Мишлен Ланкто, Мари-Джинетт Гуай, Бриджитт Пуар, Эдуар Трамбле-Гренье, Люк Пру, Дидье Люсьен, Робер Бруйетт                  | ужасы, драма                                  |       |
| А В Г У С Т     | 2        | Кодекс Готти                                | Emmett/Furla Films, Fiore Films, Highland Film Group                                                                                     | Кевин Коннолли                                  | Джон Траволта, Келли Престон, Стейси Кич, Прюитт Тэйлор Винс, Крис Малки, Меган Леонард, Лидия Халл, Элла Блю Траволта, Патрик Бориелло, Уильям ДеМео                              | драма                                         |       |
| А В Г У С Т     | 2        | Шпионская игра                              | Animus Films, Palm-Star Entertainment, Serena Films                                                                                      | Бен Луин                                        | Пол Радд, Гай Пирс, Марк Стронг | триллер                                       |       |
| А В Г У С Т     | 2        | Опасная игра Слоун                          | FilmNation Entertainment, Archery Pictures, France 2 Cinema, Canal+, Cine+, France Télévisions, EuropaCorp                               | Джон Мэдден                                     | Джессика Честейн, Марк Стронг, Гугу Мбата-Роу, Майкл Стулбарг, Элисон Пилл, Джейк Лейси, Джон Литгоу, Сэм Уотерстон                                                                | политический триллер, драма                   |       |
| А В Г У С Т     | 2        | Мальчишник в Европе                         | Capella Film | Ксавье Жанс                                     | Аликс Пуасон, Алис Белаиди, Жонатан Коэн, Маню Пайе, Месье Пуп, Камилль Зорель, Од Легастелуа, Дженнифер Карен, Манон Аллендер, Мари Ковакс                                        | комедия                                       |       |
| А В Г У С Т     | 2        | Между рядами                                | ПРОвзгляд | Томас Штубер                                    | Сандра Хюллер, Франц Роговский, Петер Курт, Хеннинг Пекер, Герди Цинт, Матиас Бреннер, Рамона Кюнце-Либнов, Андреас Леупольд, Штефен Шойман, Клеменс Мейер                         | драма                                         |       |
| А В Г У С Т     | 2        | Жаркие летние ночи                          | A-One Films | Элайджа Байнум                                  | Тимоти Шаламе, Майка Монро, Алекс Роу, Эмори Коэн, Томас Джейн, Майя Митчелл, Уильям Фихтнер, Джанин Серраллес, Рэси Инес, Джек Кеси                                               | драма                                         |       |
| А В Г У С Т     | 2        | Планета зверей                              | MEGOGO Distribution | Хань Янь                                        | Ли Ифэн, Чжоу Дунъюй, Майкл Дуглас, Кевин Ли, Эрик Хейз, Альберто Ланселлотти, Арчибальд К. МакКолл, Кейч Чиллитой                                                                 | драма, боевик, фантастика                     |       |
| А В Г У С Т     | 2        | Мультобоз. Сборник 3                        | Люксор |                                                 | | мультфильм, короткометражный фильм            |       |
| А В Г У С Т     | 9        | Мег: Монстр глубины                         | Apelles Entertainment, Gravity Pictures, Maeday Productions                                                                              | Джон Тёртелтауб                                 | Джейсон Стэтем, Ли Бинбин, Рэйн Уилсон, Руби Роуз, Уинстон Чао, Клифф Кёртис | ужасы, фантастика, боевик, триллер            |       |
| А В Г У С Т     | 9        | В поисках Йети                              | MEGOGO Distribution | Пьер Греко, Нэнси Севард                        | Сильви Моро, Гийом Леме-Тивьерж, Рачид Бадури, Александри Уаррен, Стефан Крейт, Эдгар Фруатье, Себастьян Бенуа, Бертранд Алайн, Симон-Пьер Гаррипи, Марти Бойли                    | мультфильм, комедия, приключения, семейный    |       |
| А В Г У С Т     | 9        | Шпион, который меня кинул                   | Lionsgate | Сузанна Фогель                                  | Сэм Хьюэн, Мила Кунис, Кейт Маккиннон, Джастин Теру, Джиллиан Андерсон, Фред Меламед, Хасан Минхадж, Иванна Сахно                                                                  | комедия                                       |       |
| А В Г У С Т     | 9        | Зло                                         | Парадиз | Майкл Уинник                                    | Бояна Новакович, Джош Стюарт, Делрой Линдо, Мелисса Болона, Ивет Йэтс, Жаклин Флеминг, Люк Эдвардс, Бен ВандерМей, Джой Кейт Лосон, Бэйли МиКелл Копертуэйт                        | ужасы, триллер                                |       |
| А В Г У С Т     | 9        | Бергман                                     | Русский Репортаж | Яне Магнуссон                                   | Ингмар Бергман, Лена Эндре, Торстен Флинк, Эллиотт Гулд, Яне Магнуссон, Барбра Стрейзанд, Лив Ульман, Ларс фон Триер                                                               | документальный                                |       |
| А В Г У С Т     | 9        | Маленький большой герой                     | Ракета Релизинг | Феликс Ип, Пол Ван                              | | мультфильм, приключения, семейный             |       |
| А В Г У С Т     | 9        | По ту сторону океана                        | Capella Film | Лян Сюань, Чжан Чунь                            | Цзи Гуаньлинь, Су Шанцин, Сюй Вэйчжоу, Цзинь Шицзя, Пань Шулань, Чжан Юаньюань, Цзюэр, Сюэ Лифан, Чжан Цзе, Лю Сяоюй                                                               | мультфильм, приключения, мелодрама            |       |
| А В Г У С Т     | 16       | Mamma Mia! 2                                | Legendary Pictures, Universal Pictures                                                                                                   | Ол Паркер                                       | Лили Джеймс, Мэрил Стрип, Аманда Сайфред, Колин Фёрт | мюзикл                                        |       |
| А В Г У С Т     | 16       | Аксель                                      | MEGOGO Distribution | Оливер Дэйли                                    | Томас Джейн, Амин Наземзадех, Бекки Джи, Тед МакГинли, Алекс Нюстадтер, Эрик Этебари, Алекс МакНиккол, Стэйси Арвен Рааб, Дориан Кинги, Патрисия де Леон                           | фантастика                                    |       |
| А В Г У С Т     | 16       | Слендермен                                  | Mythology Entertainment, Madhouse Entertainment, It Is No Dream Entertainment, Screen Gems                                               | Силвейн Вайт                                    | Джоуи Кинг, Джулия Голдани Теллес, Джаз Синклер, Аннализа Бассо, Талита Бейтман, Хавьер Ботет                                                                                      | фильм ужасов                                  |       |
| А В Г У С Т     | 16       | Горные огни                                 | Централ Партнершип | Томас Данн                                      | Эрика Дашер, Эмма Дюмон, Кайл Джонс, Иванна Сахно, Джин Фарбер, Коста Ронин, Сэм Хэмилл, Мэйсон Д. Дэвис, Алексей Воробьёв, Марк Борковски                                         | ужасы, триллер                                |       |
| А В Г У С Т     | 16       | Моё поколение                               | Пионер | Дэвид Бэтти                                     | Майкл Кейн, Дэвид Бейли, Джоан Коллинз, Роджер Долтри, Дадли Эдвардс, Марианна Фэйтфулл, Барбара Хуланики, Лулу, Пол МакКартни, Терри О'Нилл                                       | документальный                                |       |
| А В Г У С Т     | 16       | Опасное задание                             | Кинологистика | Йеспер Гансландт                                | Дэниэл Редклифф, Грэйс Гаммер, Пабло Шрайбер, Роберт Уиздом, Сезар Перес, Дэвид Джозеф Мартинес, Марк Смит, Рене Уиллет, Эштон Татум, Шон Гловер                                   | боевик, триллер, драма                        |       |
| А В Г У С Т     | 16       | Потерянное отражение: Исповедь содержанки   | Централ Партнершип | Елена Жигаева                                   | Анна Чурина, Саша Летта, Владимир Топцов, Мария Атлас-Попова, Ольга Павловец, Ольга Лапшина, Дмитрий Ланчихин, Наталья Клюкина                                                     | драма                                         |       |
| А В Г У С Т     | 23       | Не волнуйся, он далеко не уйдёт             | Anonymous Contet, FilmNation Entertainment, Iconoclast                                                                                   | Гас Ван Сент                                    | Хоакин Феникс, Руни Мара, Джона Хилл, Джек Блэк, Марк Уэббер | комедия-драма, биография                      |       |
| А В Г У С Т     | 23       | Днюха!                                      | Базелевс, Двадцатый век Фокс, СТС | Роман Каримов                                   | Эльдар Калимулин, Данила Чванов, Алина Титова, Никита Санаев, Агиша Семашкова, Виктория Иванькова, Евгения Годунова, Ирина Савакова, Яна Василевская                               | комедия                                       |       |
| А В Г У С Т     | 23       | Вилли и крутые тачки                        | Kartun Studios | Юсри Абдул, Халим Карл Мендез                   | Зизан Разак, Йохан Райя Лавак, Лиза Сурихан, Фадхил Рави | комедия                                       |       |
| А В Г У С Т     | 23       | 22 мили                                     | Closet to the Hole Productions, Film 44, Robert Simonds Company, The Hideaway Entertainment                                              | Питер Берг                                      | Лорен Коэн, Марк Уолберг, Джон Малкович | боевик                                        |       |
| А В Г У С Т     | 23       | Альфа                                       | Studio 8, Columbia Pictures, Double Negative Moving Picture Company, Rising Sun Pictures, Flash Film Works, Pixel Light Effects          | Альберт Хьюз                                    | Коди Смит-Макфи, Леонор Варела, Йенс Хультен, Мерседес Де Ла Зерда, Спенсер Богерт, Кайл Гленн Томас, Патрик Флэнеган, Наташа Мальте, Прия Раджаратнам                             | исторический, боевик, триллер                 |       |
| А В Г У С Т     | 23       | Принцесса и Дракон                          | Каро Прокат | Марина Нефёдова                                 | Ани Лорак, Ирина Киреева, Сергей Смирнов, Василий Дахненко, Диомид Виноградов | сказка, фэнтези                               |       |
| А В Г У С Т     | 23       | Отель «Артемида»                            | The Ink Factory, 127 Wall, Marc Platt Productions                                                                                        | Дрю Пирс                                        | Джоди Фостер, Стерлинг К. Браун, София Бутелла, Джефф Голдблюм, Брайан Тайри Генри, Дженни Слейт, Закари Куинто, Чарли Дэй, Дэйв Батиста, Кеннет Чои                               | боевик, триллер                               |       |
| А В Г У С Т     | 23       | Голубая игуана                              | Парадиз | Хади Хаджэйг                                    | Сэм Рокуэлл, Аманда Донохью, Бен Шварц, Фрэнсис Барбер, Саймон Кэллоу, Аль Уивер, Фиби Фокс, Питер Фердинандо, Дженни Беде, Энтон Саундерс                                         | комедия                                       |       |
| А В Г У С Т     | 23       | Мадонна: Рождение легенды                   | Capella Film | Гай Гуидо                                       | Дениза Юхос, Оскар Павел, Джордан Лёвенштайн, Дэн Гилрой, Али Миллер, Джин-Люк МакМарти, Закари Беглард, Майкл Варде, Джейми Аулд, Рогелио Дуглас Третий                           | документальный                                |       |
| А В Г У С Т     | 23       | Последний беспредел                         | Capella Film | Такеши Китано                                   | Такеши Китано, Тосиюки Нисида, Тацуо Надака, Кэн Мицуиси, Хакурю, Икудзи Накамура, Сансэй Сиоми, Ютака Мацусигэ, Кандзи Цуда, Рэн Осуги                                            | драма, криминал                               |       |
| А В Г У С Т     | 23       | Шоу Мистико                                 | Cinema Prestige | Карлус Диегис                                   | Венсан Кассель, Мариана Шименес, Нуно Лопеш, Жезуита Барбоза, Антонио Фагундес, Антонио де ла Крус, Рафаэль Лозаньо, Албану Жерониму, Давид Огродник, Катрин Муше, Бруна Линзмейер | драма                                         |       |
| А В Г У С Т     | 30       | Гоголь. Страшная месть                      | Среда | Егор Баранов                                    | Александр Петров, Олег Меньшиков, Виталий Коваленко, Кирилл Зайцев, Евгений Стычкин                                                                                                | детектив, триллер                             |       |
| А В Г У С Т     | 30       | Из Неаполя с любовью                        | ПилотКино | Джанлука Ансанелли                              | Серена Росси, Джорджиа Агата, Элеонора Альбрехт, Энцо Аттанасио, Энцо Казертано, Джузи Червицци, Джованни Эспозито, Луиджи Эспозито                                                | комедия                                       |       |
| А В Г У С Т     | 30       | Как женить холостяка                        | Service Fish, thefyzz | Виктор Левин                                    | Киану Ривз, Вайнона Райдер | драма, мелодрама, комедия                     |       |
| А В Г У С Т     | 30       | Выжившие                                    | Экспонента | Матьё Тури                                      | Бриттани Эшворт, Грегори Фетусси, Хавьер Ботет, Джей Бенедикт, Дэвид Гасман, Карл Гаррисон, Ричард Мэйман, Мохамед Арусси, Лаура Д'Ариста, Атон                                    | ужасы, драма                                  |       |
| А В Г У С Т     | 30       | Нас не догонят                              | Russian World Vision | Мари Мондж                                      | Тахар Рахим, Стэйси Мартин, Брюно Волкович, Карим Леклу, Мари Денарно, Жан-Мишель Коррейя, Генри-Ноэль Табари, Джонатан Козини, Роман Коссовки, Алассан Траоре                     | драма                                         |       |
| А В Г У С Т     | 30       | Проклятие: Кукла ведьмы                     | Кинологистика | Лоуренс Фаулер                                  | Хелен Кревел, Филип Риду, Лайла Уоттс, Нил Хоббс, Клер Карренью, Мишель Арчер, Роберт Анселл, Уильям Фрейзер, Лаура Джейнс, Итан Тейлор                                            | ужасы                                         |       |
| А В Г У С Т     | 30       | 100 лет дизайна                             | MEGOGO Distribution | Филипп Задорожный, Макси Шилов, Евгений Еграфов | | документальный                                |       |
| С Е Н Т Я Б Р Ь | 6        | Великий уравнитель 2                        | Columbia Pictures, Escape Artists, Zhiv Productions, Mace Neufeld Productions, Picture Farm                                              | Антуан Фукуа                                    | Дензел Вашингтон, Эштон Сандерс, Педро Паскаль, Билл Пуллман, Мелисса Лео | боевик, триллер                               |       |
| С Е Н Т Я Б Р Ь | 6        | История одного назначения                   | Кинокомпания СТВ, Algous Studio, Студия Глобус                                                                                           | Авдотья Смирнова                                | Алексей Смирнов, Евгений Харитонов, Филипп Гуревич, Ирина Горбачёва | драма                                         |       |
| С Е Н Т Я Б Р Ь | 6        | Белль и Себастьян: Друзья на век            | Пионер | Кловис Корнийяк                                 | Феликс Боссюэ, Чеки Карио, Кловис Корнийяк, Тьерри Нёвик, Марго Шателье | приключения, семейный                         |       |
| С Е Н Т Я Б Р Ь | 6        | Город лжи                                   | Capella Film | Брэд Фурман                                     | Джонни Депп, Форест Уитакер | триллер, драма, криминал, детектив, биография |       |
| С Е Н Т Я Б Р Ь | 6        | Тёмные отражения                            | 21 Laps Entertainment | Дженнифер Ю                                     | Амандла Стенберг, Харрис Дикинсон, Скайлайн Брукс | фантастика, триллер                           |       |
| С Е Н Т Я Б Р Ь | 6        | Кин                                         | Capella Film | Джонатан Бэйкер, Джош Бэйкер                    | Джеймс Франко, Зои Кравиц, Кэрри Кун, Деннис Куэйд, Джек Рейнор, Джонатан Черри, Малис Труитт, Йен Мэтьюз, Романо Орцари, Бри Василенко                                            | фантастика, боевик                            |       |
| С Е Н Т Я Б Р Ь | 6        | Клуб «Школа»                                | ПРОвзгляд | Кайл Райдаут                                    | Джуди Грир, Дэниэл Доэни, Шиван Уильямс, Расселл Питерс, Грейс Пак, Эндрю МакНи, Алекс Бармия, Эндрю Херр, Эва Дэй, Джош Эпштейн                                                   | комедия                                       |       |
| С Е Н Т Я Б Р Ь | 6        | Мара. Пожиратель снов                       | Наше Кино | Клайв Тонг                                      | Ольга Куриленко, Хавьер Ботет, Митч Икинс, Лэнс Э. Николс, Рози Феллнер, Макензи Имсанд, Дэнди Баррет, Крейг Конуэй, Мелисса Болона, Кэти МакГроу                                  | ужасы, триллер, криминал                      |       |
| С Е Н Т Я Б Р Ь | 6        | Похищенные сокровища Европы                 | Emotion | Клаудио Поли                                    | Тони Сервилло, Тимоти Гартон Эш, Жан-Марк Дрейфус, Эдгар Фейхтвангер, Саймон Гудман, Бертольд Хинз, Майке Хоффманн, Эва Клеман, Маркус Кришер, Дааф Ледебоэр                       | документальный, история                       |       |
| С Е Н Т Я Б Р Ь | 6        | Тайная жизнь пингвинов                      | Экспонента | Исида Хироясу                                   | Кана Кита, Ю Аои | аниме, мультфильм, фэнтези                    |       |
| С Е Н Т Я Б Р Ь | 6        | Я — препод                                  | Indian Films | Сиддхартх Малхотра                              | Нирадж Каби, Рани Мукхерджи, Сачин, Жанат Зубар Рахмани, Рохит Сараф, Викрам Гокхали, Иван Родригес, Азиф Басра, Сусприя Пилгаонкар, Хуссэйн Далаль                                | драма, комедия                                |       |
| С Е Н Т Я Б Р Ь | 6        | После Лета                                  | «ЦДК» | Кирилл Серебренников                            | Александр Кузнецов, Артемий Троицкий, Андрей Тропилло, Наталья Россовская, Николай Михайлов, Сева Новгородцев, Игорь Петровский                                                    | документальный                                |       |
| С Е Н Т Я Б Р Ь | 13       | Хищник                                      | 20th Century Fox | Шейн Блэк                                       | Бойд Холбрук, Оливия Манн, Томас Джейн, Джейк Бьюзи, Киган-Майкл Кей | фантастический боевик                         |       |
| С Е Н Т Я Б Р Ь | 13       | Счастья! Здоровья!                          | Fresh Film | Марк Горобец, Арман Марутян, Леонид Марголин    | Зоя Бербер, Камиль Ларин, Марина Федункив, Сергей Аброскин, Наталья Рудова, Грант Тохатян, Даниил Вахрушев, Владимир Сычёв, Олег Верещагин                                         | комедия                                       |       |
| С Е Н Т Я Б Р Ь | 13       | Временные трудности                         | The Cantillon Company, Scoot Rudin Production, Sony Pictures Entertainment, Yellow Bird Films                                            | Михаил Расходников                              | Риналь Мухаметов, Иван Охлобыстин | драма                                         |       |
| С Е Н Т Я Б Р Ь | 13       | Девица                                      | Capella Film | Дэвид Зеллнер                                   | Роберт Паттинсон, Миа Васиковска, Дэвид Зеллнер, Нейтан Зеллнер, Роберт Форстер, Джозеф Биллинджир, Морган Ланд, Рэй Келлегер, Гэрри Брукс, Гейб Касдорф                           | вестерн, комедийная драма                     |       |
| С Е Н Т Я Б Р Ь | 13       | Мир принадлежит тебе                        | StudioCanal | Ромен Гаврас                                    | Венсан Кассель, Калим Леклу, Изабель Аджани, Франсуа Дамиенс, Улая Амамра, Филипп Катерин                                                                                          | триллер                                       |       |
| С Е Н Т Я Б Р Ь | 13       | Багровая мята                               | MEGOGO Distribution | Пьер Морель                                     | Дженнифер Гарнер, Ричард Кебрал, Тайсон Риттер, Джон Галлахер мл., Майкл Мосли, Хуан Пабло Раба, Энни Илонзе, Джон Ортис, Метод Мэн, Джон Бойд                                     | боевик, триллер, драма                        |       |
| С Е Н Т Я Б Р Ь | 13       | Бельканто                                   | Парадиз | Пол Вайц                                        | Джулианна Мур, Кен Ватанабе, Кристофер Ламберт, Торбьорн Харр, Себастьян Кох, Олек Крупа, Эльза Зильберштейн, Бобби Дэниэл Родригес, Джонни Ортиз, Мелисса Навия                   | триллер, драма                                |       |
| С Е Н Т Я Б Р Ь | 13       | Большой кошачий побег                       | Light Chaser Animation Studios | Гэри Ван                                        | Ян Яньдо, Эмиль Чау, Чэнь Линьшэн | мультфильм, комедия, приключения              |       |
| С Е Н Т Я Б Р Ь | 13       | Секс мода диско                             | Пионер | Джеймс Крамп                                    | Джоан Бак, Пол Караникас, Майкл Чоу, Тина Чоу, Пэт Кливлэнд, Грэйс Коддингтон, Боб Колачелло, Билл Каннингэм, Патти Д'Арбанвиль, Джейн Форт                                        | документальный, биография                     |       |
| С Е Н Т Я Б Р Ь | 13       | Кусама: Бесконечные миры                    | «ЦДК» | Хезер Ленц                                      | Яёи Кусама | документальный                                |       |
| С Е Н Т Я Б Р Ь | 13       | Бедные люди. Кабаковы                       | Garage | Антон Желнов                                    | | документальный                                |       |
| С Е Н Т Я Б Р Ь | 20       | Храброе сердце: Заговор в королевстве       | Ракета Релизинг | Томас Боденштайн, Маркус Гамман                 | Том Герхардт, Йелла Хаазе, Бианка Геники | мультфильм, фэнтези, комедия                  |       |
| С Е Н Т Я Б Р Ь | 20       | Агент Джонни Инглиш 3.0                     | StudioCanal, Working Title Films, Universal Pictures                                                                                     | Дэвид Керр                                      | Роуэн Аткинсон, Ольга Куриленко, Бен Миллер | комедия, пародия, боевик                      |       |
| С Е Н Т Я Б Р Ь | 20       | Проклятие монахини                          | Atomic Monster, New Line Cinema, The Safran Company                                                                                      | Корин Харди                                     | Таисса Фармига, Бонни Ааронс, Демиан Бичир, Шарлотта Хоуп, Ингрид Бису, Йонас Блоке                                                                                                | ужасы                                         |       |
| С Е Н Т Я Б Р Ь | 20       | Доминика                                    | Mozga.ru Studio | Олег Агейчев                                    | Андрей Чадов, Светлана Устинова | фэнтези, драма, комедия                       |       |
| С Е Н Т Я Б Р Ь | 20       | Лондонские поля                             | Periscope Entertainment, Tartan Films, Lionsgate Films                                                                                   | Мэттью Каллен                                   | Билли Боб Торнтон, Эмбер Хёрд, Джейми Александр | триллер                                       |       |
| С Е Н Т Я Б Р Ь | 20       | Закону тут не место                         | ПилотКино | Сальво Фикарра, Валентино Пиконе                | Сальво Фикарра, Валентино Пиконе, Винченцо Амато, Антонио Катания, Серджо Фришия, Элеонора Де Лука, Лео Гульотта, Алессандро Ройа, Тони Сперандо, Эрсилия Ломбардо                 | комедия                                       |       |
| С Е Н Т Я Б Р Ь | 20       | Бои без правил                              | Экспонента | Жан-Стефан Совер                                | Джо Коул, Порнчанок Мабкланг, Паня Йиммумрхай, Витхая Пансрингарм, Билли Мур, Николас Шейк, Сура Сирмалай, Сомлок Камсинг, Сакда Ниамхом, Чалоемпорн Саватсук                      | боевик, драма, криминал, биография, спорт     |       |
| С Е Н Т Я Б Р Ь | 20       | Мастерская                                  | «План Проект» | Сергей Карандашов                               | | документальный                                |       |
| С Е Н Т Я Б Р Ь | 20       | Панды 3D                                    | IMAX | Дэвид Дуглас, Дрю Фелмэн                        | Кристен Белл, Вэн Лэй Би, Жун Хоу, Бен Килэм, Джейкоб Оуэнс | документальный, короткометражный фильм        |       |
| С Е Н Т Я Б Р Ь | 20       | Мария до Каллас                             | Capella Film | Том Вольф                                       | Фанни Ардан, Мария Каллас, Аристотель Онассис, Витторио Де Сика, Пьер Паоло Пазолини                                                                                               | документальный                                |       |
| С Е Н Т Я Б Р Ь | 20       | Простая просьба                             | Централ Партнершип | Пол Фиг                                         | |                                               |       |
| С Е Н Т Я Б Р Ь | 20       | Непрощённый                                 | Big Cinema House | Сарик Андерасян                                 | Дмитрий Нагиев, Роза Хайруллина, Марджан Аветисян, Михаил Горевой, Самвел Мужикян                                                                                                  | драма                                         |       |
| С Е Н Т Я Б Р Ь | 20       | Сердце мира                                 | Наше кино | Наталия Мещанина                                | Степан Девонин, Дмитрий Поднозов, Яна Сексте | художественный фильм                          |       |
| С Е Н Т Я Б Р Ь | 20       | Поиск                                       | Базелевс | Аниш Чагати                                     | Джон Чо, Дебра Мессинг, Джозеф Ли | триллер                                       |       |
| С Е Н Т Я Б Р Ь | 27       | Тайна дома с часами                         | Amblin Entertainment, Mythology Entertainment                                                                                            | Элай Рот                                        | Джек Блэк, Кейт Бланшетт, Кайл Маклахлен, Оуэн Ваккаро, Коллин Кэмп | фантастика, ужасы                             |       |
| С Е Н Т Я Б Р Ь | 27       | Игрушки для взрослых                        | Black Bear Pictures, Henson Alternative, H. Brothers, One the Day Productions, STXfilms                                                  | Бенсон Хенсон                                   | Мелисса МакКарти, Элизабет Бэнкс, Майя Рудольф, Джоэл Макхейл | комедия                                       |       |
| С Е Н Т Я Б Р Ь | 27       | Профессионал                                | Buffalo Gal Pictures, Company Films, Summerstorm Entertainment                                                                           | Мэттью М. Росс                                  | Киану Ривз, Молли Рингуолд, Ана Улару, Алекс Паунович, Вероника Феррес, Павел Личникофф, Юджин Липински, Дмитрий Чеповецкий, Джеймс Александр, Рафаэль Петарди                     | триллер, мелодрама, криминал                  |       |
| С Е Н Т Я Б Р Ь | 27       | Человек, который убил Дон Кихота            | Recorded Picture Company, Евримаж, Movistar, TVE, Alacran Pictures, Proximus TV, Tornasol Films Kinology, Entre Chien et Loup, Wallimage | Терри Гиллиам                                   | Адам Драйвер, Джонатан Прайс, Ольга Куриленко, Стеллан Скарсгард | фэнтези, комедия, приключенческий фильм       |       |
| С Е Н Т Я Б Р Ь | 27       | Руби и повелитель воды                      | Люксор | Дин Ши                                          | Лю Чуньянь, Чжан Лэй, Ван Ичэнь, Чжан Яохань | мультфильм, приключения, семейный, комедия    |       |
| С Е Н Т Я Б Р Ь | 28       | Хэллфест                                    | CBS Films, Lionsgate | Грегори Плоткин                                 | Эми Форсайт, Рейн Эдвардс, Бекс Тейлор-Клаус, Кристиан Джеймс, Мэтт Меркьюрио, Роби Аттал, Тони Тодд                                                                               | слэшер, фильм ужасов                          | [ 6 ] |

### Октябрь — декабрь
| Премьера      | Премьера | Название                                          | Студия | Режиссёр                                     | В ролях | Жанр                                    | Прим. |
| ------------- | -------- | ------------------------------------------------- | --- | -------------------------------------------- | --- | --------------------------------------- | ----- |
| О К Т Я Б Р Ь | 4        | Веном                                             | Columbia Pictures, Marvel Entertainment, Arad Production, Matt Tolmach Productions, Pascal Pictures                                                                   | Рубен Флейшер                                | Том Харди, Мишель Уильямс, Риз Ахмед, Рид Скотт | фантастика, боевик, триллер, хоррор     |       |
| О К Т Я Б Р Ь | 4        | Звезда родилась                                   | Jon Peters Entertainment, Gerber Pictures, Joint Effort | Брэдли Купер                                 | Брэдли Купер, Сэм Эллиотт, Леди Гага | мюзикл, мелодрама, комедия              |       |
| О К Т Я Б Р Ь | 4        | Кислота                                           | Кинокомпания «Слон», TRUEMEN Pictures | Александр Горчилин                           | Филипп Авдеев, Александр Кузнецов, Арина Швецова, Савва Савельев                                                                                         | драма                                   |       |
| О К Т Я Б Р Ь | 4        | Чёрный клановец                                   | MEGOGO Distribution | Спайк Ли                                     | Джон Дэвид Вашингтон, Адам Драйвер, Тофер Грейс, Лора Хэрриер                                                                                            | комедия, драма                          |       |
| О К Т Я Б Р Ь | 4        | Последнее испытание                               | Русская Фильм Группа, СтартФильм, ЧеченФильм | Алексей Петрухин                             | Ирина Купченко, Ирина Алфёрова, Андрей Мерзликин, Анна Чурина                                                                                            | драма                                   |       |
| О К Т Я Б Р Ь | 4        | На районе                                         | DK Entertainment, Марс Медиа Энтертейнмент | Ольга Зуева                                  | Данила Козловский, Илья Маланин, Елена Оболенская, Ангелина Стречина, Ольга Зуева                                                                        | драма                                   |       |
| О К Т Я Б Р Ь | 11       | Клубаре                                           | Каропрокат | Иван Курский                                 | Баста, Евгений Стычкин, Руслан Таркинский | комедия, криминал                       |       |
| О К Т Я Б Р Ь | 11       | Ничего хорошего в отеле «Эль Рояль»               | 20th Century Fox | Дрю Годдард                                  | Крис Хемсворт, Джефф Бриджес, Рассел Кроу | триллер                                 |       |
| О К Т Я Б Р Ь | 11       | Экстаз                                            | Rectangle Productions, Wild Bunch Company, Art France | Гаспар Ноэ                                   | София Бутелла, Шарлин Тэмпл | триллер                                 |       |
| О К Т Я Б Р Ь | 11       | Без меня                                          | Марс Медиа Энтертейнмент Синетрейн | Кирилл Плетнёв                               | Полина Максимова, Любовь Аксёнова, Риналь Мухаметов, Кирилл Плетнёв, Анна Каменкова                                                                      | драма, триллер                          |       |
| О К Т Я Б Р Ь | 11       | Мэнди                                             | MEGOGO Distribution | Панос Косматос                               | Николас Кейдж, Андреа Райсборо, Лайнус Роуч, Билл Дьюк, Ричард Брэйк                                                                                     | боевик триллер                          |       |
| О К Т Я Б Р Ь | 11       | Патрик                                            | Wagging Tale Productions, Bondit Fred Films, Haed Gear Films, Metrol Technology, Buena Vista International                                                            | Мэнди Флетчер                                | Битти Эдмондсон, Эд Скрейн, Эмили Атак, Эдриан Скарборо, Шери Лунги, Миланка Брукс                                                                       | комедия                                 |       |
| О К Т Я Б Р Ь | 11       | Человек на Луне                                   | DreamWorks Pictures, Temple Hill Entertainment, Universal Pictures | Дэмьен Шазелл                                | Райан Гослинг, Клэр Фой, Кори Столл, Кайл Чендлер | драма, биография                        |       |
| О К Т Я Б Р Ь | 18       | СуперБобровы. Народные мстители                   | Yellow, Black and White, KeyStoune Production | Дмитрий Дьяченко                             | Павел Деревянко, Роман Мадянов, Владимир Толоконников | комедия, драма                          |       |
| О К Т Я Б Р Ь | 18       | Вечная жизнь Александра Христофорова              | 58,5 продакшн | Евгений Шелякин                              | Алексей Гуськов, Тимофей Трибунцев, Оксана Фандера, Роман Курцын, Игорь Угольников                                                                       | комедия, приключения                    |       |
| О К Т Я Б Р Ь | 18       | Хэллоуин                                          | Universal Pictures | Дэвид Гордон Грин                            | Джейми Ли Кёртис, Джуди Грир, Энди Матичак, Уилл Паттон, Вирджиния Гарднер, Ник Кастл                                                                    | фильм ужасов, слэшер                    |       |
| О К Т Я Б Р Ь | 18       | Под Сильвер-Лэйк                                  | Pastel Productions, Michael De Luca Productions, Stay Gold Features, Vendian Entertainment, А24                                                                       | Дэвид Роберт Митчелл                         | Эндрю Гарфилд, Райли Кио, Тофер Грейс, Лора Ли, Зося Мэмет, Джимми Симпсон, Патрик Фишлер, Люк Бэйнс                                                     | трейлер, криминал                       |       |
| О К Т Я Б Р Ь | 18       | Дикая жизнь                                       | June Pictures, Nine Stories Productions, IFC Films | Пол Дано                                     | Джейк Джилленхол, Кэри Маллиган, Эд Оксенбульд, Зои Маргарет Коллетти                                                                                    | драма                                   |       |
| О К Т Я Б Р Ь | 25       | Смолфут                                           | Warner Animation Group, Rat Pac Entertainment, Zaftig Films | Карей Киркпатрик                             | Ченнинг Татум, Джеймс Корден, Леброн Джеймс, Джина Родригес, Денни де Вито, Яра Шахиди, Или Генри, Джимми Татро                                          | комедия, фэнтези                        |       |
| О К Т Я Б Р Ь | 25       | Проигранное место                                 | Аврора Фильм, ВВП Альянс | Надежда Михалкова                            | Анна Михалкова, Алексей Дякин, Ирина Мартыненко | ужасы                                   |       |
| О К Т Я Б Р Ь | 25       | Хантер Киллер                                     | G-BASE, Hishow Entertainment, Millennium Films, SprocketHeads Tooley Productions                                                                                      | Донован Марш                                 | Гари Олдман, Джерард Батлер, Common | боевик, триллер                         |       |
| О К Т Я Б Р Ь | 25       | Два билета домой                                  | Кинодело Продакшн | Дмитрий Месхиев                              | Мария Скуратова, Сергей Гармаш, Камиль Хардин, Евгений Ткачук, Наталья Суркова, Ирина Рахманова, Ирина Розанова                                          | мелодрама, драма                        |       |
| О К Т Я Б Р Ь | 25       | Коп из Бельвиля                                   | Constantin Film | Рашид Бушареб                                | Омар Си, Луис Гусман, Франк Гастамбид, Татум Прайс, Эрик Эбони, Паулина Гальвес, Эдсон Жан, Джозеф Велес, Диана Уисвелл, Джастин Смит                    | комедия                                 |       |
| О К Т Я Б Р Ь | 25       | На границе миров                                  | META Film, Black Spark Film & TV, Karnfilm | Али Аббаси                                   | Кристофер Берг, Мартин Дерков | фэнтези                                 |       |
| О К Т Я Б Р Ь | 25       | Только не они                                     | Art Pictures Studio, BB Production & Promotion | Александр Бойков                             | Дарья Храмцова, Евгения Туркова, Полина Максимова, Юлия Хлынина, Даниил Стеклов, Денис Бузин, Сергей Якимович                                            | комедия                                 |       |
| О К Т Я Б Р Ь | 25       | Несокрушимый                                      | Пиманов и партнёры | Константин Максимов                          | Андрей Чернышов, Владимир Епифанцев, Ольга Погодина, Сергей Горобченко                                                                                   | военный, драма, история                 |       |
| О К Т Я Б Р Ь | 25       | Репродукция                                       | Company Films, Di Bonaventura Pictures, Fundamental Films, Riverstone Pictures, Remstar Studios, Lotus Entertainment, Ocean Park Entertainment, Entertainment Studios | Джеффри Начманофф                            | Киану Ривз, Элис Ив, Джон Ортис | научная фантастика, триллер             |       |
| Н О Я Б Р Ь   | 1        | Богемская рапсодия                                | 20th Century Fox, GK Films, New Regency Pictures, Queen Films Ltd., Tribeca Productions                                                                               | Брайан Сингер, Декстер Флетчер               | Рами Малек, Майк Майерс, Люси Бойнтон, Джозеф Маццелло, Бен Харди                                                                                        | драма, биография                        |       |
| Н О Я Б Р Ь   | 1        | Магазинные воришки                                | Capella Film | Хирокадзу Корээда                            | Лили Фрэнки, Сакура Андо, Маю Мацуока, Сосукэ Икэмацу, Кирин Кики, Каири Дзё, Моэми Катаяма, Кэнго Кора, Тидзуру Икэваки                                 | драма                                   |       |
| Н О Я Б Р Ь   | 1        | Крымский мост. Сделано с любовью!                 | Наше кино | Тигран Кеосаян                               | Алексей Демидов, Катерина Шпица, Артём Ткаченко, Сергей Никоненко, Юрий Стоянов                                                                          | комедия, мелодрама                      |       |
| Н О Я Б Р Ь   | 1        | Оверлорд                                          | Paramount Pictures, Bad Robot Productions | Джулиус Эйвери                               | Джован Адепо, Джейкоб Андерсон, Пилу Асбек, Иэн Де Кэскер, Джон Магаро, Уайатт Рассел, Букем Вудбайн                                                     | ужасы, триллер, военный фильм, боевик   |       |
| Н О Я Б Р Ь   | 1        | Ужастики 2: Беспокойный Хеллоуин                  | Columbia Pictures, Sony Pictures Animation, Original Film, Scholastic Entertainment, Silvertongue Films                                                               | Эри Сэндел                                   | Венди Маклендон-Кови, Мэдисон Исман, Джереми Рей Тэйлор, Калил Халлис, Крис Парнелл, Кен Джонг                                                           | фантастика, комедия, фильм ужасов       |       |
| Н О Я Б Р Ь   | 8        | Девушка, которая застряла в паутине               | The Cantillon Company, Scoot Rudin Productions, Sony Pictures Entertainment, Yellow Bird Films AB                                                                     | Феде Альварес                                | Клер Рой, Сверрир Гуднасон, Сильвия Хукс, Клас Банг, Камерон Бриттон, Вики Крипс, Стивен Мерчант, Синневе Макоди Лунд                                    | триллер, драма                          |       |
| Н О Я Б Р Ь   | 8        | Пришелец                                          | Люксор | Александр Куликов                            | Андрей Смоляков, Максим Виторган, Григорий Сиятвинда | драма, фантастика                       |       |
| Н О Я Б Р Ь   | 8        | По половому признаку                              | MEGOGO Distribution | Мими Ледер                                   | Фелисити Джонс, Арми Хаммер | драма, биография                        |       |
| Н О Я Б Р Ь   | 8        | Не чужие                                          | Фонд Кино | Вера Глаголева                               | Санжар Мади, Татьяна Владимирова, Лилия Волкова, Анна Капалева, Дмитрий Кривочуров, Иван Титяев, Ольга Прихудайлова, Бибигуль Суюншалина                 | драма                                   |       |
| Н О Я Б Р Ь   | 8        | Догмэн                                            | A-One Films | Маттео Гарроне                               | Марчелло Фонте, Эдоардо Пеше, Нундзиа Скьяно, Адамо Дионизи, Франческо Аквароли, Алида Бальдари Калабрия, Джанлука Гобби, Аньелло Арена, Лаура Пиццирани | драма, криминальный фильм               |       |
| Н О Я Б Р Ь   | 8        | Ван Гоги                                          | Леополис | Сергей Ливнев                                | Алексей Серебряков, Даниэль Ольбрыхский | драма                                   |       |
| Н О Я Б Р Ь   | 8        | Вы умрёте или мы вернём вам деньги                | Guild of Assassins, Rater Good Films | Том Эдмундс                                  | Анайрин Барнард, Том Уилкинсон, Кристофер Экклстон | боевик, комедия                         |       |
| Н О Я Б Р Ь   | 15       | Море соблазна                                     | Aviron Pictures | Стивен Найт                                  | Мэттью Макконахи, Энн Хэтэуэй, Дайан Лейн | триллер                                 |       |
| Н О Я Б Р Ь   | 15       | Фантастические твари: Преступления Грин-де-Вальда | Heyday Films / Warner Bros. Pictures | Дэвид Йейтс                                  | Эдди Редмэйн, Кэтрин Уотерстон, Дэн Фоглер, Элисон Судол, Эзра Миллер, Джонни Депп, Джуд Лоу                                                             | фэнтези приключения семейный            | [ 7 ] |
| Н О Я Б Р Ь   | 22       | Ральф против интернета                            | Walt Disney Pictures / Walt Disney Animation Studios | Рич Мур,Фил Джонстон                         | Джон Райли, Сара Сильверман, Джек МакБарайер, Джейн Линч, Тараджи Хенсон                                                                                 | семейный комедия приключения            | [ 8 ] |
| Н О Я Б Р Ь   | 22       | Вдовы                                             | Film4, New Regency Pictures, See-Saw Films | Стив Маккуин                                 | Элизабет Дебики, Дэниэл Калуя, Лиам Нисон, Мишель Родригес, Колин Фаррелл, Роберт Дювалл, Виола Дэвис, Гаррет Диллахант, Андре Холланд, Мануэль Рульфо   | драма, криминал, триллер                |       |
| Н О Я Б Р Ь   | 22       | Три лица                                          | Jafar Panahi Film Production | Джафар Панахи                                | Бехназ Джафари, Джафар Панахи, Марзие Резаи, Маэде Эртегаи                                                                                               | драма                                   |       |
| Н О Я Б Р Ь   | 22       | Короткие волны                                    | АРТЛАЙТ | Михаил Довженко                              | Алекс Дубас, Евгений Гришковец, Игорь Ясулович | комедия, драма                          |       |
| Н О Я Б Р Ь   | 22       | Обещание на рассвете                              | A-One Films |                                              | |                                         |       |
| Н О Я Б Р Ь   | 29       | Робин Гуд: Начало                                 | Summit Entertainment, Appian Way Productions, Lionsgate, Safehouse Pictures                                                                                           | Отто Батхёрст                                | Тэрон Эджертон, Джейми Фокс, Ив Хьюсон, Джейми Дорнан, Бен Мендельсон, Тим Минчин, Пол Андерсон                                                          | приключенческий фильм                   |       |
| Н О Я Б Р Ь   | 29       | Проводник                                         | Реал-Дакота, Мотор фильм, Студия Пропеллер Продакшн | Илья Максимов                                | Александра Бортич, Евгений Цыганов, Александр Робак, Вячеслав Разбегаев, Владимир Яглыч, Константин Мурзенко                                             | триллер                                 |       |
| Н О Я Б Р Ь   | 29       | Колетт                                            | BFI Film Fund, Bold Films, Killer Films, Number 9 Films | Уош Уэстмоленд                               | Кира Найтли, Элинор Томлинсон, Доминик Уэст | биография, драма                        |       |
| Н О Я Б Р Ь   | 29       | Дом, который построил Джек                        | Zentropa, Copenhagen Film Fund, Danmarks Radio (DR), Film i Väst, Slot Machine                                                                                        | Ларс Фон Триер                               | Мэтт Диллон, Райли Кио, Ума Турман, Бруно Ганц | психологический триллер                 |       |
| Н О Я Б Р Ь   | 29       | Суспирия                                          | A-One Films | Лука Гуаданьино                              | Дакота Джонсон, Хлоя Грейс Морец, Тильда Суинтон | триллер, ужасы                          |       |
| Д Е К А Б Р Ь | 6        | Всё или ничего                                    | Фонд кино | Дмитрий Суворов                              | Роман Курцын, Артур Смольянинов, Данила Якушев, Кирилл Каганович, Юрий Стоянов                                                                           | комедия, приключения                    |       |
| Д Е К А Б Р Ь | 8        | Щелкунчик и четыре королевства                    | Walt Disney Studios Motion Pictures, Walt Disney Pictures, The Mark Gordon Company                                                                                    | Лассе Халльстрём                             | Кира Найтли, Маккензи Фой, Хелен Миррен, Морган Фриман                                                                                                   | фэнтези, приключения, семейный          |       |
| Д Е К А Б Р Ь | 13       | Аквамен                                           | Warner Bros, DC Films | Джеймс Ван                                   | Джейсон Момоа, Эмбер Хёрд, Патрик Уилсон, Николь Кидман, Уиллем Дефо                                                                                     | супергеройский, приключения, фантастика |       |
| Д Е К А Б Р Ь | 13       | Человек-паук: Через вселенные                     | Columbia Pictures, Sony Pictures Animation | Боб Персикетти, Пётр Ремсей, Родни Ротман    | Шамейк Мур, Лев Шрайбер, Махершала Али, Брайан Тире Генри                                                                                                | боевик, комедия                         |       |
| Д Е К А Б Р Ь | 13       | Бамблби                                           | Paramount Pictures, Hasbro | Трэвис Найт                                  | Хейли Стейнфилд, Джон Сина, Рэйчел Кроу | Приключения, боевик, фантастика         |       |
| Д Е К А Б Р Ь | 13       | Гринч                                             | Universal Pictures / Illumination | Питер Кэнделэнд                              | Бенедикт Камбербэтч | комедия фэнтези семейный                | [ 9 ] |
| Д Е К А Б Р Ь | 20       | Полицейский с Рублёвки. Новогодний беспредел      | ТНТ / LEGIO FELIX | Илья Куликов                                 | Александр Петров, Сергей Бурунов, Александра Бортич | комедия                                 |       |
| Д Е К А Б Р Ь | 27       | Т-34                                              | Марс Медиа, Амедиа Продакшн | Алексей Сидоров                              | Александр Петров, Виктор Добронравов, Винценц Кифер, Ирина Старшенбаум                                                                                   | Драма, военный фильм                    |       |
| Д Е К А Б Р Ь | 27       | Три богатыря и наследница престола                | студия «Мельница», СТВ | Константин Бронзит                           | Сергей Маковецкий, Дмитрий Высоцкий | приключения                             |       |
| Д Е К А Б Р Ь | 27       | Ёлки Последние                                    | Базелевс, НТВ, СТС | Тимур Бекмамбетов, Егор Баранов, Анна Пармас | Иван Ургант, Сергей Светлаков, Дмитрий Нагиев, Елена Яковлева                                                                                            | комедия                                 |       |

## Награды

### Премия «Золотой глобус»
75-я церемония вручения наград американской премии «Золотой глобус» состоялась 7 января 2018 года в отеле «Беверли-Хилтон», Лос-Анджелес, США. Ведущим церемонии выступил американский комик Сет Майерс. Почётная награда имени Сесиля Б. Де Милля за жизненные достижения в области кинематографа была вручена телеведущей и актрисе Опре Уинфри.
- Лучший фильм (драма): «Три биллборда на границе Эббинга, Миссури»
- Лучший фильм (комедия или мюзикл): «Леди Бёрд»
- Лучший режиссёр: Гильермо дель Торо — «Форма воды»
- Лучшая мужская роль (драма): Гэри Олдмен — «Тёмные времена»
- Лучшая женская роль (драма): Фрэнсис МаКдорманд — «Три биллборда на границе Эббинга, Миссури»
- Лучшая мужская роль (комедия или мюзикл): Джеймс Франко — «Горе-творец»
- Лучшая женская роль (комедия или мюзикл): Сирша Ронан — «Леди Бёрд»
- Лучшая мужская роль второго плана: Сэм Рокуэлл — «Три биллборда на границе Эббинга, Миссури»
- Лучшая женская роль второго плана: Эллисон Дженни — «Тоня против всех»
- Лучший сценарий: Мартин МакДона — «Три биллборда на границе Эббинга, Миссури»
- Лучший анимационный фильм: «Тайна Коко»
- Лучший фильм на иностранном языке:  «На пределе»

### Critics' Choice Movie Awards
23-я церемония вручения наград премии Critics' Choice Movie Awards Ассоциацией телекинокритиков США и Канады прошла 11 января 2018 года в Калифорнии. Ведущей церемонии была американская актриса и модель Оливия Манн.
- Лучший фильм: «Форма воды»
- Лучший режиссёр: Гильермо дель Торо — «Форма воды»
- Лучшая мужская роль: Гэри Олдмен — «Тёмные времена»
- Лучшая женская роль: Фрэнсис МаКдорманд — «Три биллборда на границе Эббинга, Миссури»
- Лучшая мужская роль второго плана: Сэм Рокуэлл — «Три биллборда на границе Эббинга, Миссури»
- Лучшая женская роль второго плана: Эллисон Дженни — «Тоня против всех»
- Лучший актёрский состав: «Три биллборда на границе Эббинга, Миссури»
- Лучший анимационный фильм: «Тайна Коко»
- Лучший фильм на иностранном языке:  «На пределе»

### Премия Гильдии продюсеров США
29-я церемония вручения премии Гильдии продюсеров США за заслуги в области кинематографа и телевидения за 2017 год состоялась 20 января 2018 года в Голливуде.
- Лучший фильм: «Форма воды»
- Лучший анимационный фильм: «Тайна Коко»

### Премия Гильдии киноактёров США
24-я церемония вручения премии Гильдии киноактёров США за заслуги в области кинематографа и телевидения за 2017 год состоялась 21 января 2018 года в Лос-Анджелесе.
- Лучшая мужская роль: Гэри Олдмен — «Тёмные времена»
- Лучшая женская роль: Фрэнсис МаКдорманд — «Три биллборда на границе Эббинга, Миссури»
- Лучшая мужская роль второго плана: Сэм Рокуэлл — «Три биллборда на границе Эббинга, Миссури»
- Лучшая женская роль второго плана: Эллисон Дженни — «Тоня против всех»
- Лучший актёрский состав: «Три биллборда на границе Эббинга, Миссури» (Эбби Корниш, Питер Динклэйдж, Вуди Харрельсон, Джон Хоукс, Лукас Хеджес, Желько Иванек, Калеб Лэндри Джонс, Фрэнсис Макдорманд, Сэм Рокуэлл)
- Лучший каскадёрский состав: «Чудо-женщина»

### Премия «Золотой орёл»
16-я церемония вручения наград премии «Золотой орёл» состоялась 26 января 2018 года в первом павильоне киноконцерна «Мосфильм».
- Лучший игровой фильм: «Салют 7»
- Лучший неигровой фильм: «Геннадий Шпаликов. Жизнь обаятельного человека»
- Лучший анимационный фильм: «Два трамвая»
- Лучшая режиссёрская работа: Андрей Звягинцев за работу над фильмом «Нелюбовь»
- Лучший сценарий: Анастасия Пальчикова за сценарий к фильму «Большой»
- Лучшая мужская роль: Евгений Миронов за роль в фильме «Время первых»
- Лучшая женская роль: Ирина Горбачёва за роль в фильме «Аритмия»
- Лучшая мужская роль второго плана: Владимир Ильин за роль в фильме «Время первых»
- Лучшая женская роль второго плана: Алиса Фрейндлих за роль в фильме «Карп отмороженный»
- Лучший зарубежный фильм в российском прокате: ,  «Ван Гог. С любовью, Винсент»

### Кинофестиваль «Сандэнс»
Кинофестиваль «Сандэнс-2018» прошёл с 18 по 28 января в городе Парк-Сити, штат Юта, США, с показами в городах Солт-Лейк-Сити, Огден и на курорте Сандэнс штата Юта.
- Лучший американский художественный фильм: «Неправильное воспитание Кэмерон Пост»
- Лучший зарубежный художественный фильм:  «Бабочки»
- Лучший американский документальный фильм: «Кайлаш»
- Лучший зарубежный документальный фильм: , , ,  «Об отцах и детях»

### Премия гильдия режиссёров Америки
70-я церемония вручения премий Американской гильдии режиссёров за заслуги в области кинематографа и телевидения за 2017 год состоялась 4 февраля 2018 года в Лос-Анджелесе.
- Лучший фильм: «Форма воды», реж. Гильермо дель Торо
- Лучший дебютный фильм: «Прочь», реж. Джордан Пил

### Премия BAFTA
71-я церемония вручения наград британской премии «BAFTA» состоялась 18 февраля 2018 года в концертном зале Альберт-холл в Лондоне, Великобритания.
- Лучший фильм: «Три биллборда на границе Эббинга, Миссури»
- Лучший британский фильм: «Три биллборда на границе Эббинга, Миссури»
- Лучший фильм на иностранном языке: «Служанка»
- Лучший режиссёр: Гильермо дель Торо — «Форма воды»
- Лучшая мужская роль: Гэри Олдмен — «Тёмные времена»
- Лучшая женская роль: Фрэнсис Макдорманд — «Три биллборда на границе Эббинга, Миссури»
- Лучшая мужская роль второго плана: Сэм Рокуэлл — «Три биллборда на границе Эббинга, Миссури»
- Лучшая женская роль второго плана: Эллисон Дженни — «Тоня против всех»
- Лучший оригинальный сценарий: Мартин МакДона — «Три биллборда на границе Эббинга, Миссури»
- Лучший адаптированный сценарий: Джеймс Айвори — «Зови меня своим именем»
- Лучший анимационный фильм: «Тайна Коко»

### Берлинский кинофестиваль
68-й Берлинский международный кинофестиваль проходил с 15 по 25 февраля 2018 года в Берлине, Германия. В основной конкурс вошло 19 лент. Жюри основного конкурса возглавлял немецкий режиссёр Том Тыквер.
- Золотой медведь: «Не прикасайся», реж. Адина Пинтилие (,,,,)
- Гран-при жюри (Серебряный медведь): «Лицо», реж. Малгожата Шумовска ()
- Серебряный медведь за лучшую режиссёрскую работу: Уэс Андерсон, «Остров собак» (,)
- Серебряный медведь за лучшую мужскую роль: Антони Бажон за «Молитва» ()
- Серебряный медведь за лучшую женскую роль: Ана Брун за «Наследницы» (,,,,,)
- Серебряный медведь за лучший сценарий: Мануэль Алькала, Алонсо Руиспаласиос за «Музей» ()
- Серебряный медведь за выдающиеся художественные достижения: Елена Окопная за «Довлатов» (,,)

### Премия «Сезар»
43-я церемония вручения наград премии «Сезар» за заслуги в области французского кинематографа за 2017 год состоялась 2 марта 2018 года в концертном зале Плейель (Париж, Франция)
- Лучший фильм: «120 ударов в минуту»
- Лучший фильм на иностранном языке: «Нелюбовь»
- Лучший режиссёр: Альбер Дюпонтель, «До свидания там, наверху»
- Лучшая мужская роль: Сванн Арло — «Мелкий фермер»
- Лучшая женская роль: Жанна Балибар — «Барбара»
- Лучшая мужская роль второго плана: Антуан Рейнартц — «120 ударов в минуту»
- Лучшая женская роль второго плана: Сара Жиродо — «Мелкий фермер»
- Лучший оригинальный сценарий: Робен Кампийо — «120 ударов в минуту»
- Лучший адаптированный сценарий: Альбер Дюпонтель, Пьер Леметр — «До свидания там, наверху»

### Премия «Независимый дух» (Independent Spirit Awards)
33-я церемония вручения премии «Независимый дух», ориентированной в первую очередь на американское независимое кино, за 2017 год состоялась 3 марта 2018 года в Лос-Анджелесе.
- Лучший фильм: «Прочь»
- Лучший режиссёр: Джордан Пил, «Прочь»
- Лучшая мужская роль: Тимоти Шаламе — «Зови меня своим именем»
- Лучшая женская роль: Фрэнсис Макдорманд — «Три биллборда на границе Эббинга, Миссури»
- Лучшая мужская роль второго плана: Сэм Рокуэлл — «Три биллборда на границе Эббинга, Миссури»
- Лучшая женская роль второго плана: Эллисон Дженни — «Тоня против всех»
- Лучший сценарий: Грета Гервиг — «Леди Бёрд»
- Лучший фильм на иностранном языке:  «Фантастическая женщина»

### Премия «Оскар»
90-я церемония вручения наград американской премии «Оскар» состоялась 4 марта 2018 года в театре «Долби», Лос-Анджелес, США. Ведущим церемонии снова стал телеведущий, актёр, комик Джимми Киммел.
- Лучший фильм: «Форма воды»
- Лучший режиссёр: Гильермо Дель Торо — «Форма воды»
- Лучшая мужская роль: Гэри Олдмен — «Тёмные времена»
- Лучшая женская роль: Фрэнсис Макдорманд — «Три билборда на границе Эббинга, Миссури»
- Лучшая мужская роль второго плана: Сэм Рокуэлл — «Три билборда на границе Эббинга, Миссури»
- Лучшая женская роль второго плана: Эллисон Дженни — «Тоня против всех»
- Лучший оригинальный сценарий: Джордан Пил — «Прочь»
- Лучший адаптированный сценарий: Джеймс Айвори — «Зови меня своим именем»
- Лучший анимационный фильм: «Тайна Коко»
- Лучший фильм на иностранном языке:  «Фантастическая женщина»

### Премия «Ника»
31-я церемония вручения наград премии Российской академии кинематографических искусств «Ника» состоялась 1 апреля 2018 года в концертном зале Вегас Сити Холл (Крокус-Сити, Красногорск, Московская область).
- Лучший игровой фильм: «Аритмия»
- Лучший фильм стран СНГ и Балтии: «Кресло» (Грузия)
- Лучший неигровой фильм: «Геннадий Шпаликов. Жизнь обаятельного человека»
- Лучший анимационный фильм: «Два трамвая»
- Лучшая режиссёрская работа: Борис Хлебников за работу над фильмом «Аритмия»
- Лучший сценарий: Наталия Мещанинова, Борис Хлебников за сценарий к фильму «Аритмия»
- Лучшая мужская роль: Александр Яценко за роль в фильме «Аритмия»
- Лучшая женская роль: Ирина Горбачёва за роль в фильме «Аритмия»
- Лучшая мужская роль второго плана: Сергей Гармаш за роль в фильме «Холодное танго» и Владимир Ильин за роль в фильме «Время первых»
- Лучшая женская роль второго плана: Алиса Фрейндлих за роль в фильме «Большой»

### Московский международный кинофестиваль
40-й Московский международный кинофестиваль прошёл в Москве с 19 по 26 апреля 2018 года. В основной конкурс вошли 16 картин, в том числе российские фильмы «Спитак» Александра Котта, «Царь-птица» Эдуарда Новикова и «Ню» Ян Гэ. Председателем жюри основного конкурса был итальянский продюсер Паоло Дель Брокко. Главный приз кинофестиваля, «Золотой Георгий», получил фильм «Царь-птица» российского режиссёра Эдуарда Новикова.

### Каннский кинофестиваль
71-й Каннский международный кинофестиваль проходил с 8 по 19 мая 2018 года в Каннах, Франция. В основной конкурс вошли 21 картина. Жюри основного конкурса возглавила австралийская актриса Кейт Бланшетт.
- Золотая пальмовая ветвь: «Магазинные воришки», реж. Хирокадзу Корээда ( Япония)
- Гран-при: «Чёрный клановец», реж. Спайк Ли ( США)
- Приз жюри: «Капернаум», реж. Надин Лабаки ( Ливан)
- Лучший режиссёр: Павел Павликовский за «Холодную войну» ( Польша)
- Лучший сценарий: Аличе Рорвахер за «Счастливого Лазаря» ( Италия) и Джафар Панахи за «Три лица» ( Иран)
- Лучшая мужская роль: Марчелло Фонте за «Догмэн» ( Италия)
- Лучшая женская роль: Самал Еслямова за «Айку» ( Казахстан)

### «Кинотавр»
29-й открытый российский кинофестиваль «Кинотавр-2018» проходил с 2 по 10 июня 2018 года в Сочи. Жюри возглавил режиссёр Алексей Попогребский.
- Лучший фильм: «Сердце мира», реж. Наталия Мещанинова
- Лучший режиссёр: Григорий Константинопольский, «Русский Бес»
- Лучший дебют: «Кислота», реж. Александр Горчилин и «Глубокие реки», реж. Владимир Битоков
- Лучшая мужская роль: Степан Девонин, «Сердце мира»
- Лучшая женская роль: Анна Слю, «Подбросы»
- Лучшая операторская работа: Денис Аларкон-Рамирес, «Подбросы»
- Лучший сценарий: Авдотья Смирнова, Анна Пармас, Павел Басинский «История одного назначения»

### MTV Movie & TV Awards
Церемония вручения кинонаград канала MTV состоялась 18 июня 2018 года в Shrine Auditorium в Лос-Анджелесе. Ведущим стала американская актриса Тиффани Хэддиш. Награда в категории «Признание поколения» была вручена актёру Крису Прэтту
- Лучший фильм года: «Чёрная пантера»
- Лучшая актёрская работа: Чедвик Боузман — «Чёрная пантера»

### Премия «Сатурн»
44-я церемония вручения наград премии «Сатурн» за заслуги в области фантастики, фэнтези и фильмов ужасов за 2017 год состоялась 27 июня 2018 года в городе Бербанк (Калифорния, США).
- Лучший научно-фантастический фильм: «Бегущий по лезвию 2049»
- Лучший фильм-фэнтези: «Форма воды»
- Лучший фильм ужасов: «Прочь»
- Лучший триллер: «Три билборда на границе Эббинга, Миссури»
- Лучший приключенческий фильм/экшн: «Величайший шоумен»
- Лучшая экранизация комикса: «Чёрная пантера»
- Лучший полнометражный мультфильм: «Тайна Коко»
- Лучший международный фильм: «Бахубали: Рождение легенды»
- Лучший независимый фильм: «Чудо»
- Лучший режиссёр: Райан Куглер — «Чёрная пантера»
- Лучшая мужская роль: Марк Хэмилл — «Звёздные войны: Последние джедаи»
- Лучшая женская роль: Галь Гадот — «Чудо-женщина»
- Лучшая мужская роль второго плана: Патрик Стюарт — «Логан»
- Лучшая женская роль второго плана: Данай Джекесай Гурира — «Чёрная пантера»
- Лучший сценарий: Райан Джонсон — «Звёздные войны: Последние джедаи»

### Венецианский кинофестиваль
75-й Венецианский международный кинофестиваль проходил с 29 августа по 8 сентября 2018 года в Венеции, Италия. В основной конкурс вошла 21 лента. Жюри основного конкурса возглавлял мексиканский режиссёр и продюсер Гильермо дель Торо.
- Золотой лев: «Рома», реж. Альфонсо Куарон ( США,  Мексика)
- Гран-при жюри: «Фаворитка», реж. Йоргос Лантимос ( США,  Великобритания,  Ирландия)
- Серебряный лев за режиссуру: Жак Одиар, «Братья Систерс» ( Франция)
- Золотые Озеллы за лучший сценарий: Братья Коэны, «Баллада Бастера Скраггса» ( США)
- Специальный приз жюри: «Соловей», реж. Дженнифер Кент ( Австралия)
- Кубок Вольпи за лучшую мужскую роль: Уиллем Дефо за фильм «Ван Гог. На пороге вечности» ( Франция,  США)
- Кубок Вольпи за лучшую женскую роль: Оливия Колман за фильм «Фаворитка» ( США,  Великобритания,  Ирландия)
- Приз Марчелло Мастрояни: Байкали Ганамбарр, «Соловей» ( Австралия)

### Кинофестиваль в Торонто
43-й ежегодный международный кинофестиваль в Торонто (Канада) проходил с 6 по 16 сентября 2018 года
- Приз зрительских симпатий (1 место): «Зелёная книга», реж. Питер Фаррелли (США)
- Приз зрительских симпатий (2 место): «Если Бил-стрит могла бы заговорить», реж. Барри Дженкинс (США)
- Приз зрительских симпатий (3 место): «Рома», реж. Альфонсо Куарон ( США,  Мексика)

### Премия «Резонанс»
3-я церемония вручения наград Открытой национальной кинопремии российской прессы прошла 21 сентября в Ялте в рамках церемонии открытия Ялтинского международного кинофестиваля «Евразийский мост».
- Лучший фильм: «Движение вверх»
- Лучший дебют: «Как Витька Чеснок вёз Лёху Штыря в дом инвалидов»

### Премия Европейской киноакадемии
31-я церемония континентальной премии Европейской академии кино состоялась 15 декабря 2018 года в Севилье.
- Лучший европейский фильм: «Холодная война» ()
- Лучший европейский режиссёр: Павел Павликовский — «Холодная война» ()
- Лучший европейский сценарист: Павел Павликовский — «Холодная война» ()
- Лучший европейский актёр: Марчелло Фонте — «Догмэн» ()
- Лучшая европейская актриса: Ионна Култг — «Холодная война» ()
- Лучшая европейская комедия — «Смерть Сталина» (,,)